# 香港2019冠狀病毒病疫苗接種計劃
香港的2019冠狀病毒病疫苗接種計劃由香港特別行政區政府執行，目標是為香港全數適合接種疫苗的居民免費提供疫苗注射，以保障香港大部分人員免受2019冠狀病毒病感染、遏止香港的2019冠狀病毒病疫情。接種計劃分別採用由BioNTech開發的復必泰（BNT162b2）以及由科興生物開發的克爾來福（CoronaVac）兩款疫苗。計劃於2021年2月26日正式展開；至2024年9月22日為止，有6,920,515人已接種至少一劑疫苗、6,803,582人已接種第二劑疫苗、5,862,727人已接種第三劑疫苗以及、1,222,464人已接種第四劑疫苗、235,603人已接種第五劑疫苗以及52,703人已接種第六劑疫苗。特區政府由2021年6月1日起不再主動公佈死亡前曾接種2019冠狀病毒病疫苗個案，改為每隔兩週在網上發出簡報，並排除所有懷疑個案，被批評刻意降低透明度及黑箱作業。截至2023年6月30日晚上8時，醫管局呈報共120宗死亡前14日曾接種2019冠狀病毒病疫苗的個案，佔疫苗接種總劑量的0.0006%。當局評估當中118宗與接種疫苗無關，其餘2宗未能確立與疫苗接種有因果關係，而根據與2018至2020年統計數字比較，當局認為未有證據顯示接種疫苗增加接種者的死亡或流產風險。
3605宗疫苗異常投訴中，有3人獲賠償，合共45萬港元，分別涉及貝爾面癱、速發嚴重過敏反應及住院治療。

## 歷史
2020年12月11日，行政長官林鄭月娥在記者會表示，已經採購德國藥廠BioNTech與美國輝瑞共同研發的疫苗（BNT162b2），但在當日深夜，食物及衞生局發出新聞稿稱，政府是與復星醫藥達成協議，採購由復星與德國藥廠BioNTech合作研發的疫苗，而輝瑞則為BioNTech在中國大陸及港澳台地區以外區域的合作夥伴。12月12日早上，食物及衞生局局長陳肇始在電台節目上解釋，這款BioNTech疫苗，由復星、BioNTech、輝瑞合作以mRNA核糖核酸技術研發，該款疫苗需要冷藏技術儲存，將會作為日後展開中央接種之用，陳強調疫苗是在歐洲製造，復星主要擔當接洽的角色，陳又稱這疫苗「有同輝瑞一齊合作研發」，已預購750萬劑，首批100萬劑疫苗在明年第一季交付。
2020年12月23日，政府刊宪订立香港法例第599K章附屬法例《预防及控制疾病(使用疫苗)规例》，指會在公共卫生紧急状态下提供法律框架，引入符合安全、效能及质素要求的2019冠状病毒病疫苗作紧急使用，《規例》的生效期至2021年12月23日。，疫苗接種預約系統由香港創新及科技局負責開發，亦指已於2021年1月準備就緒。
2021年1月25日，香港食物及衞生局局長對復星醫藥「開發」的德國BioNTech復必泰（BNT162b2）疫苗批出認可，可在香港緊急使用。德國BioNTech在1月26日表示供應香港的首批共100萬劑疫苗已經完成生產程序，現正等待香港方面落實運送時間。
2021年2月5日，香港特區政府在晚上發出新聞稿，宣布豁免中國科興生物就其開發的克爾來福疫苗在主要學術期刊刊登第三期臨床試驗數據的審批要求，以達致第一批運到香港使用的新型冠狀病毒疫苗是中國科興疫苗，而不是早於1月中已取得香港緊急使用授權及德國廠方早已完成供港首批次生產的BioNTech疫苗。
2021年2月17日，在特區政府免除科興在學術期刊刊登第三期臨床試驗報告的要求後，疫苗顧問專家委員會一致通過，建議政府緊急使用科興生物克爾來福疫苗，食衞局亦指，會繼續爭取疫苗早日供港，正積極籌備。行政會議成員林健鋒希望政府快速拍板，據他了解，首批供港的科興疫苗已經準備就緒。如果完成一切程序，首批科興疫苗最快2月19日抵港，BioNTech復必泰疫苗預料下週抵港。
2021年2月18日，食物及衞生局局長陳肇始宣布已經動用50億港元向藥廠購買兩款疫苗。因為特區政府已購買及即將運送首批到香港的疫苗分別是中國科興克爾來福疫苗及由復星醫藥代理的BioNTech疫苗，各有750萬劑，即特區政府耗資50億港元購買1500萬劑疫苗，當媒體問及特區政府以50億港元向中國科興及復星醫藥兩公司支付每劑疫苗的價格及交易金額時，特區政府回應稱因為保密協議，不能透露交易價格。
2021年2月19日，首批100萬劑科興疫苗由北京空運抵港，并计划于同月23日启动疫苗接種預約登记工作。据报道，香港将提供4個疫苗接種途徑，包括於18區設立29間社區疫苗接種中心、1200多間私家診所、醫管局旗下18間門診以及殘疾人士院舍等。而首5間負責接種科興疫苗的社區疫苗接種中心于同月26日起運作。
2021年2月27日，首批供應香港及澳門的復必泰（BNT162b2）疫苗，於當日早上由生產地德國的法蘭克福機場運扺香港國際機場，當中58萬5千劑轉運到香港境內的儲存倉庫，其餘的10萬劑轉口到澳門。
2021年3月10日，香港正式開始復必泰疫苗的接種工作，首星期將率先開放由醫院管理局負責營運的接種中心，其後亦將於外判接種中心提供。
2021年3月24日，復必泰疫苗接種中心在早上8時開放前，BioNTech復必泰疫苗的香港代理商復星醫藥通知香港特區政府，其代理的復必泰疫苗出現包裝質量問題而需要停止使用，各疫苗接種中心於開放1小時後陸續收到停止接種復必泰疫苗的通知，政府新聞處卻遲至10時才發出暫停接種復必泰疫苗的新聞稿，各接種中心最少有過百名市民已接種復必泰疫苗。香港特區政府其後稱，因為收到BioNTech疫苗的香港代理商復星醫藥的書面通知，其代理的復必泰疫苗在批號為210102的產品中，藥劑瓶的封蓋存有瑕疵，而另一批批號為210104的疫苗亦需要封存暫停使用，今日起將停止運送疫苗到各接種中心，復星醫藥又稱未有證據表明疫苗包裝的瑕疵會構成安全風險，暫停配送只是預防性措施，並已通報生產商BioNTech進行調查，供應香港疫苗的後續安排可能會受到影響。衛生署表示將會與代理商復星醫藥舉行緊急會議，以便跟進事態發展。今早已經預約接種疫苗的市民在接種中心外輪候，部分市民向記者表示昨天還收到政府發出手機短訊提醒要準時打針，當到場後得知突然要停止接種疫苗時，有市民表達不滿，怒斥政府荒謬及浪費市民時間，斥責特首林鄭月娥及食物及衛生局長陳肇始無能。有市民批評政府及代理商無理由在這批疫苗被接種到現在，才突然稱這批次的疫苗有問題，並表明即使未能接種BioNTech疫苗，也不會接受任何來自中國的疫苗。衞生署署長陳漢儀在下午舉行的記者會稱，瓶蓋有瑕疵的批次210102（有效期至2021年6月）有58.5萬劑，至今已注射150,200劑。由於特區政府延誤發出暫停通告達兩小時，在24日上午共有1,080人在接種中心接獲暫停使用復必泰疫苗通知前已經打針，負責統籌疫苗接種工作的公務員事務局局長聶德權稱因為涉及兩個批次的疫苗，承認溝通混亂，期望市民諒解。
2021年3月26日，衞生防護中心疫苗可預防疾病科學委員會成員、香港大學公共衞生學院教授高本恩接受訪問時表示，科興疫苗保護率只有六成多，即使多人接種也未必能達到群體免疫，高本恩指出要達到群體免疫，除了要達到佔香港人口七成的整體接種率，疫苗本身的保護率也是關鍵。科興疫苗有效率較低，病毒在社區繼續傳播的機會便較高，對不能接種或不接種疫苗的人並不理想，因此社會應有不同疫苗，一些人選用復必泰，一些人用科興，或日後抵港的阿斯利康疫苗。高本恩希望只是短時間暫停接種復必泰疫苗，留意是否個別批次的問題，否則可於下週恢復接種工作，並追回接種疫苗的進度。
2021年4月1日，衞生署署長陳漢儀在記者會稱，BioNTech在中期調查報告懷疑其德國工廠在封裝疫苗時，壓接工序出現偏差，使鋁質金屬環無法完全緊箍疫苗瓶頂，影響疫苗瓶的密封性，在攝氏-71度的低溫下有空氣滲入，當疫苗瓶移到攝氏2至8度時，因為塑料瓶塞恢復彈性及氣密性，使之前滲入的空氣無法排除，令瓶內氣壓增加，可能會導致疫苗瓶出現滲漏，或者稀釋時會有液體噴出，抽檢另一批由同一工廠包裝但尚未使用的批次210104亦發現有類似情況，不過陳強調藥劑師在稀釋疫苗時若發現疫苗瓶有不良狀況，便不會供市民注射。負責統籌疫苗接種工作的公務員事務局局長聶德權稱，由BioNTech安排另一藥廠百特國際（Baxter）協助生產的新一批30萬劑復必泰疫苗將於4月2日運抵，可於4月5日重啟接種復必泰疫苗。香港醫院藥劑師學會會長崔俊明表示因包裝問題而要封存的兩個批次合共有130萬劑，梁稱既然是藥廠處理疫苗疏忽便應負起責任，收回這兩個批次，並以新批次替換，認為政府及代理商應該跟進。4月29日，BioNTech通知香港特區政府，涉及瓶蓋壓接瑕疵的批號為「210102」及「210104」的兩批疫苗應退回德國，並會安排其他批次替換。
2021年4月2日，由百特國際在德國北萊茵-西發利亞的廠房生產的30萬劑復必泰疫苗運抵香港，於4月3日恢復接受預約。在3月24日至4月4日期間因為復必泰疫苗包裝發生問題，而被政府通知取消預約的18萬3千名市民，將會陸續收到手機短訊通知由政府安排的新接種時間，至於已預約4月5日或以後接種疫苗的市民則可以按原定時間到接種中心接受注射。
2021年4月9日，食物及衛生局局長陳肇始在立法會上回應議員有關防疫政策的提問時，指出由於現有的疫苗供應充足，加上牛津-阿斯利康疫苗或可引發罕見血栓，因此政府將押後這款疫苗的抵港時間至不早於2022年初；此外，政府亦準備研究購入下一代COVID-19疫苗。
2021年4月15日，香港特區政府宣布將接種年齡由30歲下調至16歲起，16至29歲人口約108萬人，計劃涵蓋人口增至650萬，佔香港人口88%，公務員事務局局長聶德權又稱，復必泰疫苗只能存放3至4個月，預料在9月底關閉復必泰疫苗接種中心，故市民若想接種復必泰疫苗，必須在8月底前完成接種第一劑，惟暗示之後只有科興疫苗可打的說法遭到醫學界批評。港大感染及傳染病中心總監何栢良指出政府訂購750萬劑復必泰疫苗，至今約有193萬劑到港，接種復必泰疫苗超過一個月只用了41.4萬劑，按目前接種進度推算在9月底關閉接種中心時，將會因為無人接種而浪費375萬劑復必泰疫苗。呼吸系統專科醫生梁子超及香港醫院藥劑師學會會長崔俊明認為，政府可以與藥廠協商調節疫苗的交貨時間，而原定在今年年中交貨的阿斯利康疫苗，政府之前已要求藥廠押後到明年付運，許樹昌還認為政府是想透過預設接種復必泰疫苗的限期來催促市民打針。公共醫療醫生協會會長馬仲儀指政府稱最遲在8月要接種第一劑復必泰疫苗的說法令人反感，難以理解政府不再增購復必泰疫苗，反而聲稱9月後不再提供，質疑政府做法是否為公共衞生着想。
2021年6月，香港大學追踪1000名已經完成接種兩劑德國BioNTech疫苗或中國科興疫苗的研究發現，接種BioNTech的人群體內抗體水平遠高於接種中國科興疫苗的人群。這項研究由香港特區政府委託香港大學進行，參與這項研究的流行病學家考林表示，雖然疫苗引發的抗體水平不能直接反映保護能力，但體內有較高水平的抗體通常可提供較強的免疫力，接種科興疫苗的人抗體水平較低，這意味著接種科興疫苗的人群有需要接受第三劑注射。
2021年6月29日，養和醫院發表研究報告，指出今年2月至4月期間該院招募醫護人員進行抗體研究，有220人打中國科興克爾來福疫苗，237人打BioNTech復必泰疫苗。研究團隊於醫護人員接種第一針及第二針後，以3種技術為接種人群進行抗體測試，發現接種首針復必泰疫苗後，3種測試均顯示抗體陽性比率高達九成，接種第二針後更全部達100%；而接種中國科興疫苗首劑後抗體轉陽率介乎19.3%至75.8%，接種第二劑後亦只介乎94.4%至99.5%，均低於接種復必泰疫苗。該抗體研究反映中國科興疫苗的預防感染能力不如BioNTech復必泰疫苗，而研究報告已刊登於供同行評審的《香港醫學雜誌》。
2021年7月11日，有已完成接種兩劑科興克爾來福疫苗的現任立法會議員透露，有數名立法會議員的抗體水平數值只有「數十至一百多」，但是接種BioNTech疫苗的朋友卻驗出抗體數值達到「一千多」，並形容現時的情况「害死人」，若然明年需要追加注射疫苗，一定會轉打BioNTech疫苗。
2021年7月15日，特區政府根據疫苗專家委員會對多宗科興疫苗的不良反應個案的分析，將「貝爾氏麻痹症」列為中國科興克爾來福疫苗的副作用之一，但特區政府沒有就此重要更新發出新聞公布，疫苗顧問專家委員會於7月14日召開會議後發出的新聞稿亦沒有提及，只是修訂相關網頁低調發放科興疫苗可能會引起面癱的資訊。
香港大學公共衛生學院於2021年7月15日在同行評審醫學雜誌《柳葉刀（微生物）》發表研究報告，大學在一項中國科興克爾來福疫苗與BioNTech BNT162b2疫苗的對比研究中，招募1442名醫護人員，初步完成了對當中施打BioNTech疫苗的63人及施打科興疫苗的30人的抗體分析，他們年齡介乎26歲至65歲，就完成接種兩劑相同的疫苗而言，接種BNT162b2的抗體水平較接種科興疫苗者高約9倍，即使只打一劑BioNTech疫苗，其產生抗體的平均水平，亦高過接種兩劑科興疫苗者超過8成。衛生防護中心轄下疫苗可預防疾病科學委員會及中大呼吸系統科講座教授許樹昌都表示會展開研究，為完成接種兩劑中國科興克爾來福疫苗，但產生中和抗體偏低的人士接種第三針加強劑的部署進行前期研究。
2021年8月3日，由政府疫苗專家顧問委員會成員之一的許樹昌領導的研究發表研究報告，香港中文大學醫學院為750名參與疫苗抗體研究的市民，在完成接種兩劑中國科興疫苗或德國BioNTech疫苗後進行抗體分析，發現BioNTech疫苗產生抗體的水平較高，所以接種BioNTech疫苗的市民暫時沒有接種第三劑疫苗的必要，而完成接種兩劑中國科興疫苗後的一個月，體內的中和抗體水平則相對較低，其中80人屬於偏低水平，由於接種疫苗後中和抗體水平偏低的人仍然容易受到感染，所以研究團隊將會考慮為完成接種科興疫苗的研究參加者接種第三針的加強劑。
2021年8月22日，香港大學公佈先打一劑BioNTech疫苗，再打一劑科興疫苗的「溝針」研究報告顯示效果不理想，港大於2021年4月招募135人，分為兩針BioNTech組、兩針科興組及BioNTech及科興各一針的「溝針」組，每組約45人，年齡介乎18至55歲，可是研究結果顯示「溝針」組的中和抗體水平沒有如預期般提高，相比起兩劑都接種BioNTech疫苗者，混打BioNTech及科興疫苗的受試者對變種病毒的抗體水平較低，推算是第二劑改為接種科興疫苗後並未能刺激更強免疫反應。
2021年9月，多名在2月率先接種科興克爾來福疫苗的多名行政會議議員、立法會議員及全國政協委員表示，他們在完成接種兩劑科興疫苗後，其體內抗體水平在不足7個月間已下跌至無法檢出，所以決定到養和東區醫療中心接種多一劑BioNTech疫苗，並參與兩劑科興疫苗混打一針BioNTech疫苗的臨床研究。
世衛組織疫苗顧問小組於2021年10月11日表示即使完成接種兩劑中國科興或中國國藥疫苗，60歲或以上、中度至嚴重免疫功能低下的族群仍有很高的受感染及演變為重症風險，首次建議為這類族群追加第三劑疫苗。特首林鄭月娥於10月12日出席行政會議前表示，短期內會邀請4名政府專家、衞生署轄下的科學委員會開會，探討何時為特定群組注射第三劑疫苗。疫苗顧問專家委員會成員孔繁毅表示，由於科興克爾來福及中國國藥眾愛可維兩種滅活疫苗都是採用中國武漢原始病毒株開發製成，與現時流行的變種病毒不吻合便會大大削弱保護力，因此如要追加第三劑，建議改打BioNTech疫苗。
2021年10月27日，衛生防護中心轄下的聯合科學委員會昨聯同疫苗專家顧問團召開會議商討接種第三劑疫苗，計劃為三類人群接種第三針加強劑，包括完成接種兩劑科興克爾來福疫苗的60歲或以上長者及醫護人員，以及接種兩劑BioNTech疫苗後仍有較高受感染風險的人群，專家委員建議如接種第三劑，應選用保護效果較高的BioNTech疫苗。政府表示選擇接種那一款疫苗屬個人意願，市民可按自身的情況作出個人選擇，有需要時可諮詢醫生的意見。
2021年11月4日，特首林鄭月娥接受有線電視新聞訪問時宣稱科興疫苗要接種第三針的話，她仍會選擇科興疫苗，林鄭月娥又稱「抗體唔係話數字愈高就愈巴閉」（抗體不是越高就越厲害），科興疫苗完全無副作用，她當然會繼續打科興疫苗。政府專家顧問團成員之一的香港大學感染及傳染病中心總監何栢良在11月8日接受商業電台《在晴朗的一天出發》訪問時表示，他不會回應林鄭月娥對疫苗的意見，因為「除咗佢自己，其他人唔會明。」（除了林鄭月娥自己，其他人是不會明白的。）何栢良又補充稱抗體多少與預防感染及預防重症有一定關係，中國及海外都量度抗體水平作為評估疫苗成效的關鍵指標，如果接種疫苗後所產生的抗體水平已經不高，再過一段時間抗體水平就會大幅下降，因此「抗體梗係愈高愈好，冇理由愈低愈好」（抗體水平當然是越高越好，無理由是越低越好），中和抗體的水平要達到六成以上才算足夠，香港本地的研究顯示完成注射兩針科興疫苗後再溝針打BioNTech疫苗對變種病毒的中和抗體水平全部達標，而繼續打科興疫苗則大比例不達標，所以政府專家委員會已明確表示如開打第三針便應選擇BioNTech疫苗。
政府宣布由11月11日起，以下組別獲優先安排接種第三劑疫苗，包括：
- 免疫力較弱人士（例如癌症病人、器官移植病人、晚期愛滋病患者、需服藥壓制免疫系統的人士等）。他們的第三劑疫苗應在接種第二劑後最少四星期才接種。
- 已接種兩劑科興疫苗並有較高感染風險的人士，包括60歲或以上長者、醫護人員、長期病患者，以及工作環境有較高暴露風險和較易傳播新冠病毒的員工（例如參與抗疫工作、提供跨境運輸或於管制站和港口工作的人員）。這些人士應在接種第二劑後最少六個月才接種。[60]

林鄭月娥於2021年11月11日到北角渣華道體育館接種科興疫苗第三針加強劑，同行的食物及衞生局長及公務員事務局局長聶德權，也一同注射第三劑科興克爾來福疫苗，聶德權稱繼續打科興疫苗是因為他較喜歡滅活疫苗。港大微生物學系講座教授袁國勇、港大感染及傳染病中心總監何栢良、中大呼吸系統科講座教授許樹昌均表示第三劑應接種BioNTech疫苗，因為抗體是越高越好，接種科興疫苗可能每6至8個月便要繼續補打加強劑。
港大學微生物學系講座教授袁國勇在11月11日表示，由於科興克爾來福疫苗剩餘貨量多，所以他會在第三針接種科興疫苗作為自我試驗，而政府疫苗專家委員會則於11月15日建議可把科興疫苗優先注射於3至17歲兒童及青少年，香港醫院藥劑師學會會長崔俊明表示科興疫苗預防感染效能較低，導致兒童也要注射成年人的劑量才有效，港大內科學系傳染病科主任孔繁毅也指出BioNTech疫苗的兒童劑量只需成年人的三分之一及效能更高，呼籲特區政府應同時考慮把德國BioNTech疫苗的適用年齡降至5歲。
2021年12月7日，特區政府專家顧問、中大呼吸系統科講座教授許樹昌與研究團隊發表研究報告，完成接種兩針科興克爾來福疫苗的人群在1個月後，僅有91.8%的接種人員產生的抗體保護力達到世衞標準的50%下限，在六個月後接種科興疫苗的人群更暴跌至只有16%仍可維持50%的保護力下限，而對比BioNTech疫苗則在接種兩劑的6個月後仍有79.6%的接種者抗體達合格水平，研究亦發現接種BioNTech疫苗兩劑的人士在1個月後的中和抗體水平為251.6，而接種科興疫苗的人員在1個月僅錄得69.45，反映科興疫苗所產生的抗體水平低BioNTech疫苗2.6倍。
2021年12月14日，香港大學在醫學期刊《臨床傳染病》發表研究報告指出，完成接種兩針科興克爾來福疫苗對近期流行的變種病毒Omicron無法產生中和抗體，在血清研究中科興疫苗對該變種病毒的抗體讀數是零，顯示科興疫苗對變種病毒Omicron基本上無效，至於打三針科興疫苗的效用則待定，不過港大微生物學系講座教授袁國勇直言現在第三針仍在打科興疫苗的人，就要準備再打第四針。
2021年12月23日，香港大學醫學院及香港中文大學醫學院發表聯合研究報告，注射三劑BioNTech疫苗產生的中和抗體平均達到160個單位，超過抵禦變種病毒Omicron的最低門檻26個單位水平；至於先注射兩劑科興疫苗，再追加一劑BioNTech疫苗的測試者血清樣本中和抗體較低為60個單位，但仍達到最低門檻的26個單位；而三劑都科興疫苗的人士，其血清分析的中和抗體平均不足10個單位，全部都不達到最基本的保護門檻，因此從科學角度不建議把科興疫苗作為第三劑或以後的加強劑。
2022年2月24日《傳真社》報導根據香港大學的疫情模型研究推算，由於科興克爾來福疫苗產生的抗體保護水平低下，而且抗體下降的時間較快，市民如果三針都是打科興疫苗，打第三針科興疫苗第14天的預防Omicron變種病毒感染有效率只有36%，6個月後跌至8%，導致香港截至2月20日預防感染的保護率僅為16.5%，即是全香港只有16.5%的人口獲疫苗保護不受Omicron變種病毒感染，防重症方面於2月20日為48.31%。香港大學的研究顯示全香港包括兒童的總人口有95%接種完成三劑疫苗，如果三劑都接種BioNTech疫苗（復必泰），預防Omicron變種病毒感染的水平可達77.4%，如果容許第一及第二劑提供效能較低的科興疫苗，但規定第三針只提供BioNTech疫苗，預防Omicron變種病毒感染的水平被拉低至61.87%，可是香港在第三劑疫苗仍然大量使用科興疫苗，按目前兩種疫苗的接種比例推算，即使全香港包括兒童的總人口有95%接種完成三劑疫苗，整體保護率也只得52.83%，同時反映第三劑也接種科興疫苗的市民，遇到變種病毒時很大機會得不到足夠的疫苗抗體保護，而且保護率還會隨時間而逐漸下降。負責香港大學模型研究的港大醫學院院長梁卓偉在發表研究的記者會表示，現時疫苗對防止感染及傳播Omicron的效用有限，但接種BioNTech疫苗後的抗體水平的起點明顯比科興疫苗高，維持時間也較長，面對Omicron變種病毒的預防感染及重症的表現都較優勝。身兼世衛傳染病流行病學及控制合作中心聯合總監的香港大學流行病和生物統計學分部主任高本恩教授表示，香港的防疫及疫苗專家之前已強烈建議第三劑應採用保護力較佳的BioNTech疫苗作為加強劑，但目前仍有4成接種者的第三針是科興疫苗，最多只能減低重症，但不能預防感染，無助於抑制疫情，科興疫苗只是比完全不接種疫苗稍好的第二選擇，如從公共防疫角度出發則應在第三劑全部接種BioNTech疫苗。
雖然政府專家顧問及疫苗科學委員會表示科興疫苗對預防感染Omicron變種病毒的保護力不足，如果第三針繼續注射科興疫苗，香港人口的整體疫苗保護率會被拉低，難以通過全香港市民接種疫苗達致群體免疫，因此「強烈建議」市民選擇保護效能較佳的德國BioNTech疫苗（復必泰）作為第三針的疫苗。可是香港特區政府近期只是呼籲市民打第三劑疫苗，卻沒有根據疫苗專家委員會的建議呼籲市民盡量選用BioNTech疫苗（復必泰）以提升對抗變種病毒的保護力，缺乏提升BioNTech疫苗（復必泰）接種率的宣稱，不但特區政府推廣疫苗接種的電視廣告沒有提及，就算是政府疫苗計劃的預約網站，也只在不容易找到的「常見問題」中提及，網頁不但沒有交代專家委員會強烈建議選用BioNTech疫苗（復必泰）的原因，還緊接加入「然而，專家亦尊重市民對疫苗選擇的個人意願，這些人士也可以第三劑接種克爾來福疫苗。」的語句，把專家委員會的「強烈建議」淡化。截至2月20日，第三針選擇BioNTech疫苗（復必泰）的比例，與首兩劑幾乎是相同的約為62％，拉低了社會整體預防病毒感染的保護力。由於科興疫苗是中國的產品，導致香港疫苗接種計劃被政治正確干擾，如特區政府官員高調地帶頭打科興疫苗，當科興疫苗的保護力受到包括醫學界的專業團體質疑時，特區政府便立即加以維護，甚至出稿譴責質疑科興疫苗是「抹黑疫苗」、「誤導市民」及「將個人政治利益凌駕於公共衞生」等等，就連衞生署署長林文健在2022年2月8日在記者會被記者問及兩種疫苗的保護效能優劣時，不但沒有正面回應，還為科興疫苗的效用辯護，雖然記者之後繼續向衛生署查詢，包括有否需要提升社會整體保護率以達至「動態清零」、會否根據專家委員會的建議加強宣傳市民應選擇接種BioNTech疫苗（復必泰）、會否要求接種三劑都打科興疫苗的人士補打多一劑BioNTech疫苗（復必泰），惟特區政府的相關部門沒有回覆。
根據醫院管理局提供的數據顯示，已接種疫苗的染疫死亡個案，有1292人（87%）打科興克爾來福疫苗，184人（12%）打BioNTech復必泰疫苗，港大專家何栢良引述醫學期刊表示，基於醫學實證，強烈建議為所有長者接種BioNTech復必泰疫苗。何栢良又表示長者即使只接種一劑BioNTech復必泰疫苗已可降低死亡率達到5成，科興克爾來福疫苗則要打3針，最少要三個月後才能降低死亡率，而且科興疫苗的抗體下降得太快，需要持續補針，所以應盡量安排長者接種BioNTech復必泰疫苗。

## 採用疫苗
為推行本接種計劃，香港政府分別採購了牛津-阿斯利康疫苗（AZD1222）、復必泰（BNT162b2）、克爾來福（CoronaVac）三款疫苗，各750萬劑。以每人須接種兩劑計算，三款疫苗的總數理論上可滿足1,125萬人的接種需求，但在實際運作中或會有部分疫苗因為已經被解凍，或太少人選用而出現浪費。截至2021年8月，在香港法例第599K章《預防及控制疾病（使用疫苗）規例》下獲得緊急使用批核（EUA）共有兩款疫苗，分別是克爾來福及復必泰疫苗，並於2021年2月中旬起先後交付並投入使用。政府表示，牛津-阿斯利康疫苗將於2021年第二季末交付香港，但隨後再改為不早於2022年初。2021年10月12日，政府宣布由於已投入使用的兩款疫苗已足夠供全港市民接種，已採購的750萬劑牛津-阿斯利康疫苗沒有需要付運到港，政府會把疫苗捐贈予COVAX。
香港疫苗可預防疾病科學委員會主席劉宇隆在2021年3月13日表示，香港政府或將採購第四款2019冠狀病毒病疫苗供本計劃使用，預計為由Novavax開發的NVX-CoV2373蛋白質次單位疫苗，但至今仍未有進一步消息。
2022年6月17日，美國食品及藥物管理局發出緊急使用授權，復必泰（BNT162b2）可供6個月或以上的嬰幼兒接種，疫苗可預防疾病科學委員會主席劉宇隆認為港府應主動索取數據，香港也可為6個月大的嬰兒接種復必泰疫苗，但需要代理商入口「兒童版復必泰」疫苗，如果代理商因為某些原因不將兒童版疫苗進口到香港，香港就較難為嬰幼兒提供復必泰疫苗。港大感染及傳染病中心總監何栢良稱香港應購入「兒童版復必泰」疫苗，又質疑港府以市場原因沒有購買兒童版疫苗的說法，表示連澳門都買到「兒童版復必泰」疫苗，香港和澳門的市場相若，港府沒理由買不到。
崔俊明在2022年9月5日表示港府正在洽購「兒童版復必泰」，而香港周邊的新加坡、台灣及澳門都已經啟用「兒童版復必泰」，所以「兒童版復必泰」的供應應沒有問題，崔又認為港府應該不會因為價錢問題而不採購「兒童版復必泰」，相信是出於其他原因而未有跟進入貨。
2023年，政府分別向BioNTech及美國莫德納採購各10萬劑復必泰及Spikevax XBB.1.5變異株疫苗，亦是首次於疫苗接種計劃購買莫德納產品，該20萬劑疫苗分別於同年11月及12月抵港，並優先給予65歲以上居民作追加劑使用。
2024年，因應科興已停止生產克爾來福疫苗，及最後一批疫苗將近到期，政府於8月宣布，會於10月4日起停止提供克爾來福疫苗。
下表整理了四款2019冠狀病毒病疫苗的基本資料及使用狀況。
| 疫苗品牌                     | 疫苗類型       | 研發機構               | 研發國家       | 供港產地       | III期臨床試驗有效率 | 已訂購劑量                                                                        | 香港批核狀況 | 啟用日期              |
| ---------------------------- | -------------- | ---------------------- | -------------- | -------------- | ------------------- | --------------------------------------------------------------------------------- | --- | --------------------- |
| 牛津-阿斯利康疫苗（AZD1222） | 腺病毒載體疫苗 | 牛津大學、阿斯利康製藥 | 英國           | 不適用         | 70.4% - 81.3%       | 7,500,000                                                                         | 未提交批核申請 | 捐贈予COVAX           |
| 復必泰（BNT162b2）           | mRNA疫苗       | BioNTech、輝瑞製藥     | 德國、美國     | 德國           | 95.0%               | 原始株：12,300,000 二價疫苗：1,900,000 XBB.1.5變異株：100,000 JN.1變異株：110,000 | 原始株：2021年1月25日獲緊急批核，2022年12月16日獲正式註冊 兒童配方：2022年9月30日獲緊急批核 幼兒配方：2022年9月30日獲緊急批核 二價疫苗：2022年11月10日獲緊急批核，2022年12月16日獲正式註冊 XBB.1.5變異株：2023年11月7日獲正式註冊 | 2021年3月6日開始接種  |
| 克爾來福（CoronaVac）        | 滅活疫苗       | 科興生物               | 中華人民共和國 | 中華人民共和國 | 50.7% - 83.5%       | 9,100,000                                                                         | 2021年2月18日獲緊急批核，2022年12月16日獲正式註冊 | 2021年2月26日開始接種 |
| Spikevax                     | mRNA疫苗       | 莫德納                 | 美國           | 美國、西班牙   |                     | XBB.1.5變異株：100,000 JN.1變異株：110,000                                        | 二價疫苗：2023年5月4日獲正式註冊（需自費） XBB.1.5變異株：2023年12月18日獲正式註冊 | 2023年12月開始接種    |

### 交付時程
復必泰
| 日期           | 劑量      | 備註                                                       |
| -------------- | --------- | ---------------------------------------------------------- |
| 2021年2月27日  | 585,000   | 因封裝缺陷而退回約119萬劑                                  |
| 2021年3月7日   | 757,575   | 因封裝缺陷而退回約119萬劑                                  |
| 2021年4月2日   | 302,250   |                                                            |
| 2021年4月13日  | 308,100   |                                                            |
| 2021年4月23日  | 576,225   |                                                            |
| 2021年5月14日  | 741,975   |                                                            |
| 2021年6月18日  | 53,625    |                                                            |
| 2021年6月26日  | 422,175   |                                                            |
| 2021年7月7日   | 627,120   |                                                            |
| 2021年7月18日  | 861,120   |                                                            |
| 2021年8月6日   | 955,890   |                                                            |
| 2021年8月13日  | 937,170   |                                                            |
| 2021年8月27日  | 924,300   |                                                            |
| 2021年10月16日 | 823,680   | 比原定總購買量750萬劑增加約186,205劑                       |
| 2021年11月19日 | 909,090   | 屬額外增購的復必泰疫苗以推行第三劑及第四劑新冠疫苗接種計劃 |
| 2022年3月5日   | 1,590,030 | 屬額外增購的復必泰疫苗以推行第三劑及第四劑新冠疫苗接種計劃 |
| 2022年4月1日   | 300,690   |                                                            |
| 2022年6月11日  | 1,800,630 |                                                            |
| 2022年8月31日  | 248,040   | 最後一批原始株疫苗                                         |
| 2022年10月28日 | 19,200    | 5至11歲兒童配方                                            |
| 2022年11月4日  | 96,000    | 6個月至4歲幼兒配方                                         |
| 2022年11月25日 | 777,600   | 首批原始株及Omicron變異株BA.4-5二價疫苗                    |
| 2022年12月22日 | 535,680   | 第二批原始株及Omicron變異株BA.4-5二價疫苗                  |
| 2022年12月23日 | 518,400   | 第三批原始株及Omicron變異株BA.4-5二價疫苗                  |
| 2023年1月21日  | 70,000    | 最後一批原始株及Omicron變異株BA.4-5二價疫苗                |
| 2023年4月26日  | 9,600     | 5至11歲兒童配方                                            |
| 2023年11月30日 | 100,000   | 首批XBB.1.5變異株疫苗                                      |
| 2024年11月12日 | 110,000   | 首批JN.1變異株疫苗                                         |

克爾來福
| 日期           | 劑量      | 備註 |
| -------------- | --------- | ---- |
| 2021年2月19日  | 1,000,000 |      |
| 2021年3月25日  | 1,000,000 |      |
| 2021年7月6日   | 1,700,000 |      |
| 2021年10月4日  | 801,000   |      |
| 2021年12月8日  | 400,000   |      |
| 2022年1月11日  | 398,680   |      |
| 2022年2月16日  | 1,251,320 |      |
| 2022年2月28日  | 500,000   |      |
| 2022年3月15日  | 1,400,000 |      |
| 2022年5月5日   | 650,000   |      |
| 2022年10月31日 | 360,000   |      |

莫德納Spikevax
| 日期           | 劑量    | 備註                           |
| -------------- | ------- | ------------------------------ |
| 2023年12月14日 | 100,000 | 首批Spikevax XBB.1.5變異株疫苗 |
| 2024年11月中   | 110,000 | 首批Spikevax JN.1變異株疫苗    |

## 推行安排

### 基本資格
計劃所提供的疫苗只提供予香港居民及駐港領事人員接種，並須要持有香港身份證、領事團身份證、持有申請香港身份證收據、豁免登記證明書進行預約登記，在接種時亦須要出示持有的上述身份證明文件。計劃涵蓋獲發出附有逗留條件限制的香港身份證持有人，包括外籍傭工。计划实行初期，持有上述證件以外的人士，包括訪港旅客及使用往來港澳通行證的訪港人士則不符合資格。
2021年5月25日，香港特区政府宣布，擴大疫苗接種計劃至涵蓋持往來港澳通行證的內地居民，並會為在港的免遣返聲請人及獲聯合國難民事務高級專員署確認為難民的人士接種。
2021年7月5日，香港特区政府宣布，政府将安排在香港的免遣返申请人及獲聯合國難民事務高級專員署確認為難民的人士於大約7月中開始接種疫苗，疫苗接種計劃覆蓋的範圍將進一步擴展至其他會在香港合法逗留一段時間的訪客（其他訪客）。

### 優先接種組別

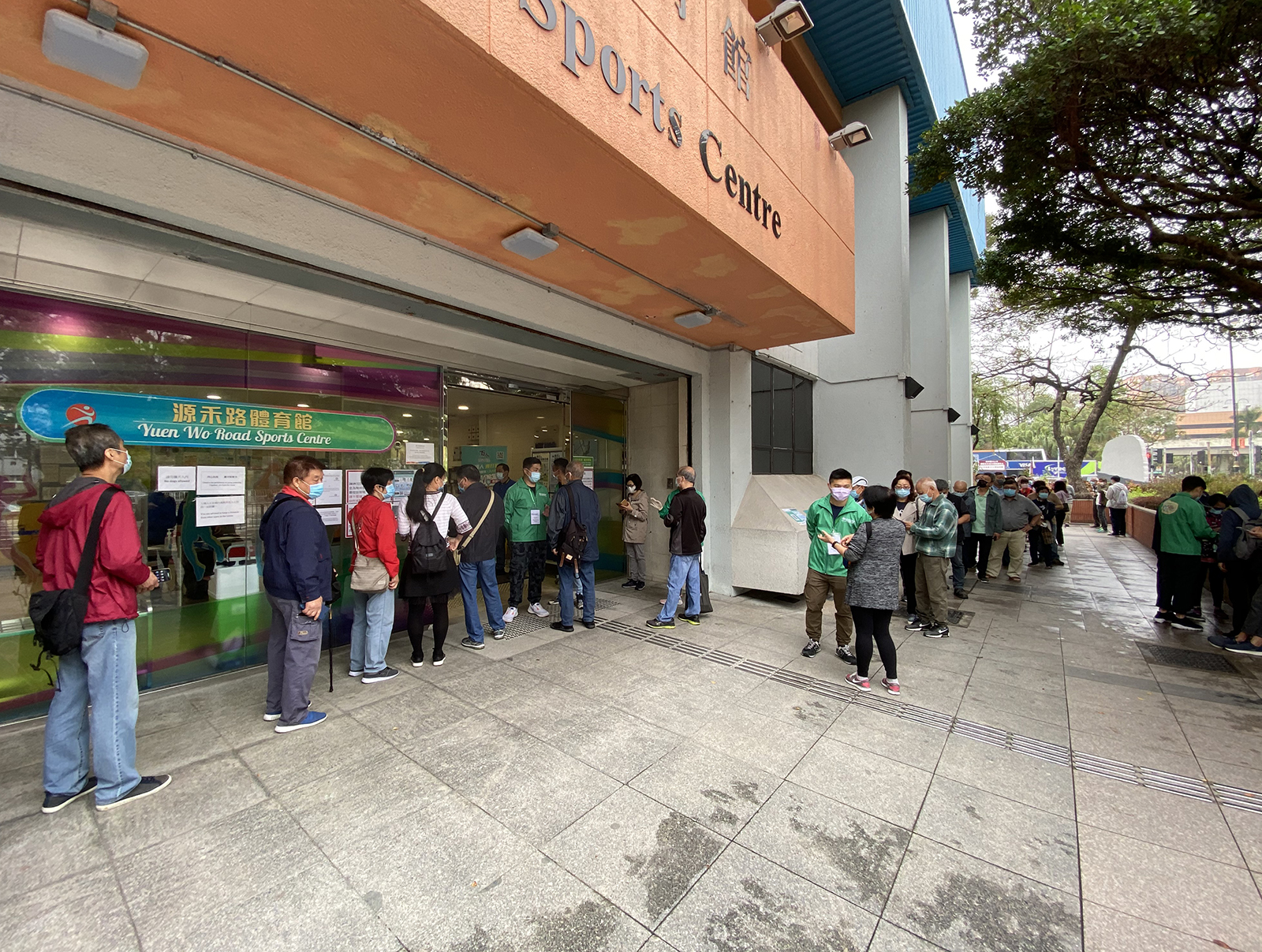
2021年2月26日是疫苗接種計劃為已預約人士注射疫苗的首日，有長者在源禾路體育館的科興疫苗接種中心外排隊等候

根據衛生防護中心屬下的新發現及動物傳染病科學委員會，及疫苗可預防疾病科學委員會兩個科學委員會在2021年1月7日發表的建議書，本計劃將優先為安老院或殘疾人士院舍的住客及職員、醫護人員及必要服務人員、60歲以上長者，以及16-59歲的慢性病人四類有較高感染風險的人士接種2019冠狀病毒病疫苗。
2021年2月26日起，以下五個類別的人士可優先在計劃下接種疫苗：
- 60歲或以上長者
- 醫療服務場所工作人員及參與抗疫工作人員
- 安老院或殘疾人士院舍的住客及職員
- 維持必要公共服務的人員
- 跨境運輸、口岸、港口工作人員

隨後，政府在2021年3月9日起開放額外七個類別的人士，優先在計劃下接種疫苗：
- 餐飲業、街市、超市、便利店員工，速遞員
- 公共交通從業員
- 建築工人
- 物業管理人員
- 學校教職員
- 旅遊業從業員
- 香港法例第599F章《預防及控制疾病（規定及指示）（業務及處所）規例》所指「表列處所」的員工

政府表示，在2021年3月9日起，約有370萬人已被納入優先接種組別，可登記接種2019冠狀病毒病疫苗。
政府在2021年3月15日再度公布擴大優先接種組別。從2021年3月16日起，除原有優先接種組別外，所有30歲或以上人士、在香港以外地區就學的香港居民，以及外籍家庭傭工，均獲納入優先接種組別，可登記接種2019冠狀病毒病疫苗。政府估計，所有優先接種組別將涵蓋逾550萬人，佔16歲或以上香港居民超過8成。
2021年4月15日，政府第三度宣佈擴大接種組別，由4月23日起，所有16歲或以上人士，可登記接種2019冠狀病毒病疫苗，但注射克爾來福疫苗則為18歲或以上。
2021年6月3日，政府批准降低復必泰疫苗接種年齡下限至12歲。 2021年6月10日，政府第四度宣佈擴大接種組別，由6月11日起，12至15歲的青少年可以登記接種復必泰疫苗。
2021年11月11日起，特定組別的免疫力弱人士和較高感染風險人士在接種第二劑疫苗六個月後可接種第三劑復必泰或克爾來福疫苗。
2021年11月20日，政府批准降低克爾來福疫苗接種年齡下限至3歲。12月2日起，12至17歲的青少年可以優先預約及接種克爾來福疫苗。

2022年1月1日起，18歲或以上人士在接種第二劑疫苗六個月後可接種第三劑復必泰或克爾來福疫苗。
2022年1月21日起，5至11歲兒童可接種克爾來福疫苗，2月16日起可接種復必泰疫苗。
2022年2月15日起，3至4歲兒童可接種克爾來福疫苗。
2022年3月21日起，12歲或以上並已接種第三劑疫苗的免疫力弱人士在接種第三劑疫苗三個月後可接種第四劑復必泰或克爾來福疫苗。
2022年4月8日起，60歲或以上未曾感染並已接種第三劑疫苗的人士在接種第三劑疫苗三個月後可接種第四劑復必泰或克爾來福疫苗。
2022年5月21日起，18至59歲未曾感染並已接種第三劑疫苗的人士在接種第三劑疫苗六個月後可接種第四劑復必泰或克爾來福疫苗。
2022年8月4日起，年齡介乎六個月至三歲的幼童可接種克爾來福疫苗。50歲至59歲人士已接種第三劑疫苗的人士在接種第三劑疫苗三個月後可接種第四劑復必泰或克爾來福疫苗。
2022年12月1日起，十二歲或以上人士可選擇接種復必泰二價疫苗作為第四劑疫苗（或康復人士作為接種第三劑疫苗）。
2022年12月9日起，十二歲或以上人士可選擇接種復必泰二價疫苗作為第三劑疫苗（或康復人士作為接種第二劑疫苗）。
2022年12月16日起，十八歲或以上人士如已完成接種四劑疫苗（或已接種第三劑及曾受感染）並超過半年，可在知情同意下，於完成最後一次接種或康復六個月後（免疫力弱人士為三個月）（以較後時間者為準），選擇接種第五劑疫苗作加強保護。有關人士可選擇科興、復必泰原始病毒株或復必泰二價疫苗。

### 接種場地
合資格的香港市民可自行選擇在三類場地，包括屬臨時性質的29所社區疫苗接種中心、醫院管理局普通科門診，以及各私營診所接種2019冠狀病毒病疫苗。香港衛生署轄下特定診所的求診者可在診所接受科興疫苗的接種，惟不提供公開預約。香港政府亦將安排流動接種隊，為老人及殘疾人士院舍的住客接種疫苗。

#### 社區疫苗接種中心

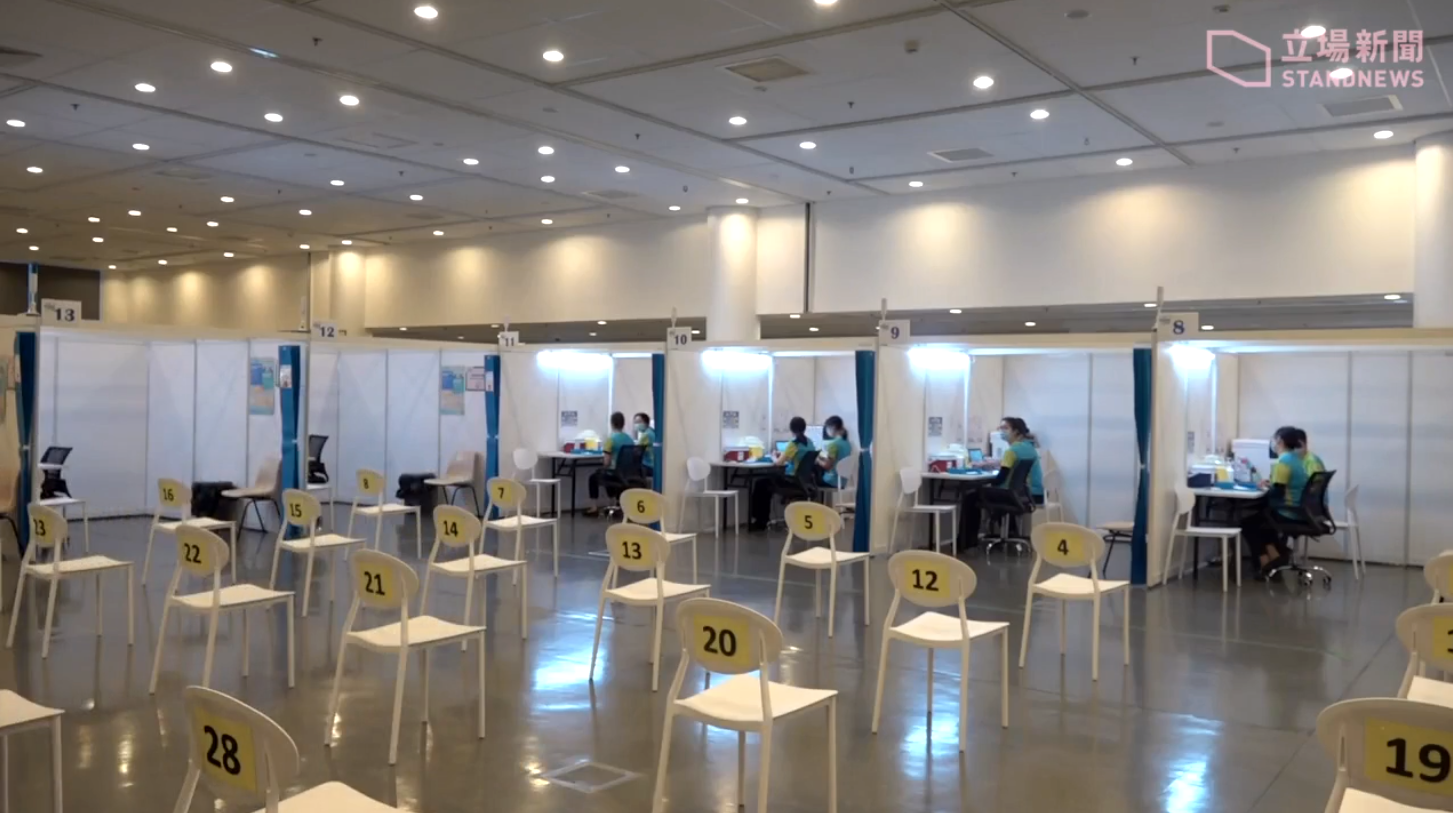
香港中央圖書館疫苗接種中心

29所社區疫苗接種中心一般設於公眾體育館內，亦有部分設於私營醫院及其他公眾場所。各社區疫苗接種中心的營運機構不一，包括醫院管理局、衛生署、私營醫院及私營醫療集團等。每所社區疫苗接種中心只會接種一款疫苗，因復必泰疫苗（BNT162b2）需在攝氏負75度的超低溫下貯存，而一般診所並沒有超低溫冷凍設備，故目前需集中於社區疫苗接種中心提供接種。由醫院管理局營運的每所社區疫苗接種中心約有30人值班，為每名市民接種約需4分鐘。政府會為由私營醫療集團營辦的社區疫苗接種中心免費提供疫苗，每注射一劑疫苗可獲取72港元的資助。
2021年4月6日，由於科興克爾來福疫苗的接種率欠佳，三所之前被抽調作為科興疫苗社區接種中心的葵涌林士德體育館、屯門友愛體育館、將軍澳體育館，已經停止接受接種科興疫苗第一針的預約，預料可於5月陸續改回接種復必泰疫苗。承辦將軍澳體育館接種中心的康健國際醫療集團，其營運總監梁國齡在受訪時承認將軍澳體育館接種中心的接種率不理想，日均使用量僅達上限的4分之1至3分之1，當被問到上月是否要蝕本時，梁稱其集團財政儲備足夠，蝕錢不成問題，梁又認為坊間對於復必泰疫苗的認受性較高，相信中心改為接種復必泰疫苗後使用量會增加。
2021年4月15日，公務員事務局局長聶德權稱各社區疫苗接種中心預計運作至9月底，呼籲最遲在8月底打第一劑疫苗，被質疑藉聲稱關閉接種中心來吹谷市民接種疫苗。至同年6月5日起，疫苗接種的官方網站，開始顯示距離8月31日社區疫苗接種中心提供第一劑疫苗的日數。
從2021年6月起，各中、小學可安排師生集體前往社區疫苗接種中心，注射復必泰疫苗，而政府會提供旅遊巴士接送。當中，首批26名來自粉嶺官立小學的師生及家長（學生佔17人），於同月21日下午前赴接種，成為全港首批參與集體預約接種的人士。
因應疫情大幅減緩，政府於2023年4月20日宣佈絕大多數接種中心將於4-5月內逐步關閉，僅保留衛生署及醫管局各診所、香港兒童醫院及各私家診所接種點。
| 接種中心地點                                  | 承辦機構 | 提供疫苗                | 疫苗接種間數目 |
| --------------------------------------------- | --- | ----------------------- | -------------- |
| 渣華道遊樂場（B122 / S122）                   | 天下仁心醫療集團 | 克爾來福 復必泰         | 1-5            |
| 港怡醫院（B16）                               | 香港大學 | 復必泰                  | 6-10           |
| 創紀之城五期                                  | 盈健醫療 | 克爾來福 復必泰         | 6-10           |
| 荔枝角公園                                    | 尚至醫療 | 克爾來福 復必泰         | 1-5            |
| 黃大仙廟宇廣場                                | 康健醫療及牙科服務 | 克爾來福 復必泰         | 1-5            |
| 香港中文大學醫院（B11）                       | 香港中文大學醫院 | 復必泰                  | 6-10           |
| 港鐵青衣站（S45）                             | 新都醫療服務 | 克爾來福 復必泰         | 16-20          |
| 林士德體育館（B23）                           | 卓健醫療服務 | 復必泰 （原為克爾來福） | 6-10           |
| 元朗文化康樂大樓外                            | 盈健醫療 | 克爾來福 復必泰         | 6-10           |
| 渣華道體育館（S01）                           | 新都醫療服務 | 克爾來福                | 11-15          |
| 西灣河體育館（B04）                           | 醫管局 天下仁心醫療集團 | 復必泰                  | 11-15          |
| 養和東區醫療中心                              | 香港養和醫院 | 復必泰                  | 1-5            |
| 養和醫院                                      | 香港養和醫院 | 復必泰                  | 1-5            |
| 香港中央圖書館（S01 → S40）                   | 衞生署 中卓醫務（2022年2月23日起） | 克爾來福                | 6-10           |
| 中山紀念公園體育館（B02）                     | 醫管局 康健醫療及牙科服務（2022年1月26日起） | 復必泰                  | 16-20          |
| 聖保祿醫院                                    | 聖保祿醫院 | 復必泰                  | 11-15          |
| 伊利沙伯體育館（B05）                         | 香港創新醫療學會 | 復必泰                  | 11-15          |
| 鴨脷洲體育館                                  | 香港大學 | 復必泰                  | 16-20          |
| 禮頓中心                                      | 康健醫療及牙科服務 | 復必泰                  | 6-10           |
| 官涌體育館（S04）                             | 尚至醫療 | 克爾來福                | 11-15          |
| 曉光街體育館（B20）                           | 醫管局 康健醫療及牙科服務 | 復必泰                  | 11-15          |
| 荔枝角公園體育館（B12）                       | 醫管局 香港護理專科學院 | 復必泰                  | 11-15          |
| 界限街體育館（一號及二號）（B08）             | 一號館： 聖德肋撒醫院 香港護理專科學院（2021年7月20日至年底） 天下仁心醫療集團 二號館： 聖德肋撒醫院 香港護理專科學院（2021年10月31日至年底） 天下仁心醫療集團（2022年1月26日起） | 復必泰                  | 11-15          |
| 九龍灣體育館（B41）                           | 中卓醫務 卓健醫療服務（2022年1月21日起） | 復必泰 （原為克爾來福） | 11-15          |
| 彩虹道羽毛球中心（B14）                       | 香港浸信會醫院 | 復必泰                  | 11-15          |
| 九龍塘教育服務中心                            | 醫管局 尚至醫療（2022年1月21日起） | 復必泰                  | 6-10           |
| 何文田體育館                                  | 天下仁心醫療集團 | 復必泰                  | 6-10           |
| 香港兒童醫院（B60 / B460 / S85） （兒童限定） | 醫管局 | 克爾來福 復必泰         |                |
| 源禾路體育館（S03）                           | 百本專業護理服務 中卓醫務 | 克爾來福                | 11-15          |
| 龍琛路體育館                                  | 醫管局 | 復必泰                  | 11-15          |
| 大埔墟體育館（B01）                           | 仁安醫院 | 復必泰                  | 11-15          |
| 將軍澳體育館                                  | 康健醫療及牙科服務 | 復必泰 （原為克爾來福） | 16-20          |
| 香港國際機場                                  | 香港護理專科學院 | 復必泰                  | 1-5            |
| 東涌社區會堂                                  | 香港護理專科學院 | 復必泰                  | 1-5            |
| 荃景圍體育館（B13）                           | 香港港安醫院－荃灣 | 復必泰                  | 6-10           |
| 友愛體育館（B22）                             | 盈健醫療 | 復必泰 （原為克爾來福） | 16-20          |
| 元朗體育館（B03）                             | 盈健醫療 | 復必泰                  | 21-25          |
| 天暉路體育館                                  | 新都醫療服務 | 克爾來福                | 16-20          |
| 香港大學陸佑堂                                | 香港大學 | 復必泰                  | 6-10           |
| 荃灣體育館（B56 / B67）                       | 新都醫療服務 | 復必泰                  | 6-10           |
| 香港紗廠（S41）                               | 尚至醫療 | 克爾來福                | 11-15          |

#### 醫院管理局普通科門診
醫院管理局於香港各區共18所普通科門診診所提供2019冠狀病毒病疫苗接種服務。18所普通科門診診所目前只提供科興克爾來福疫苗，因為不能影響正常診症服務，只能調派兩名護士打針，以及診所空間有限，所以各所門診診所可供預約的名額遠少於社區疫苗接種中心。

#### 衞生署轄下指定診所
衞生署轄下的長者健康中心、胸肺科診所、社會衞生科診所、皮膚科診所、家庭醫學深造培訓中心及綜合治療中心等指定診所，會為接受治療並屬於指定群組的病者或人士提供接種登記及注射科興疫苗的服務。衞生署轄下診所接種疫苗的服務不設公開預約。

#### 私營診所
政府與參與疫苗資助計劃的私家醫生合作，由政府提供疫苗，在各私營診所提供市民接種。截至2021年3月14日，香港有1,302所私營診所提供2019冠狀病毒病疫苗接種服務。此等診所目前均只提供科興生物開發的克爾來福疫苗。以該途徑接種疫苗不是經由網上預約系統辦理，而是直接聯繫有意前往接種並參與該合作計劃的私家診所預約。私家診所每為市民接種一劑疫苗會有80元的資助，如同一位市民於同一診所接種第二劑疫苗可額外得到40元資助，即私家診所為同一位市民完成注射兩劑疫苗共可獲200港元資助。市民無須為接種疫苗付款，但其他如評估及諮詢等項目可能需要另外付費。
2021年12月6日起，政府開始提供復必泰疫苗予私營醫療機構在其營運地點供市民接種。截至2022年5月19日，香港有18間私營醫療機構合共75處地點為市民提供復必泰疫苗接種服務。

#### 外展接種
自2021年5月起，政府開展外展疫苗接種服務，為符合條件的企業或團體員工接種2019冠狀病毒病疫苗。及後，隨著「復必泰」疫苗開放予12-16歲青少年接種，政府自同年6月28日起，再將外展接種擴大至中、小學。7月2日，到校接種新冠疫苗服務正式展開。
2022年4月19日起，政府開展「疫苗到戶接種服務」，為未曾接種新冠疫苗的70歲或以上長者，或因病患或殘疾而行動不便人士提供上門接種克爾來福疫苗服務。

#### 流動接種站
自2021年12月3日起，政府推出由貨車改裝而成的新冠疫苗流動接種站，讓市民方便快捷地接種新冠疫苗。截至2022年5月，一共有四個新冠疫苗流動接種站為市民提供新冠疫苗接種服務。

#### 醫院管理局公立醫院
2021年9月29日，政府開始在瑪麗醫院、伊利沙伯醫院和屯門醫院三所公立醫院設立新冠疫苗接種站為公眾人士接種疫苗，無須預約。同年10月18日起，另外四間公立醫院: 東區尤德夫人那打素醫院、將軍澳醫院、明愛醫院和威爾斯親王醫院，亦設立新冠疫苗接種站。同年11月5日，博愛醫院和北區醫院也設立新冠疫苗接種站，為公眾人士接種疫苗。同年12月10日，瑪嘉烈醫院和律敦治醫院也設立新冠疫苗接種站。同年12月30日，雅麗氏何妙齡那打素醫院和仁濟醫院也設立新冠疫苗接種站。上述公立醫院接種站皆接種復必泰疫苗。

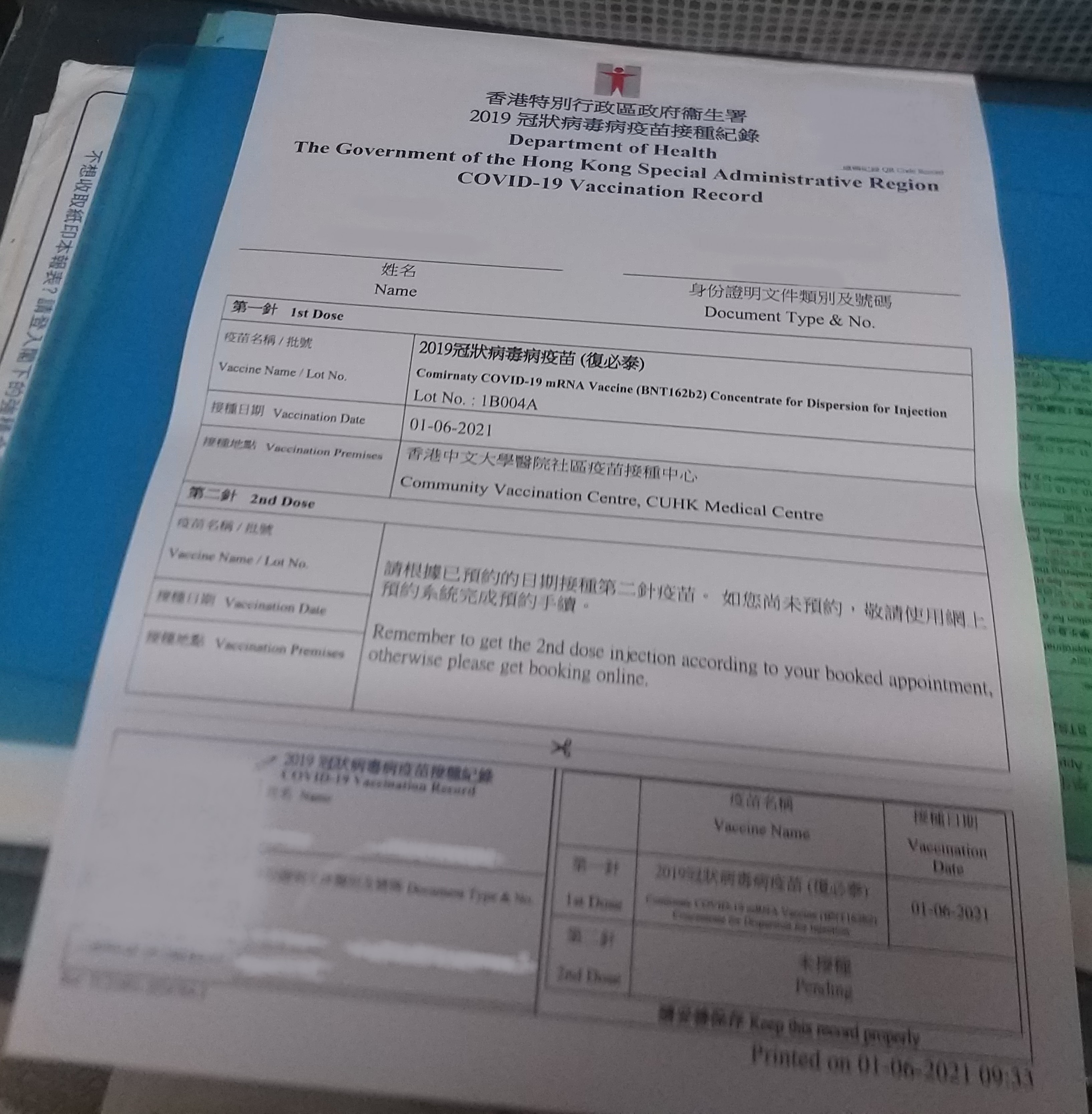
一張由香港中文大學醫院疫苗接種中心發出的接種證明（針卡）

### 疫苗接種紀錄
每位接種2019冠狀病毒病疫苗的人士可即場獲發紙本疫苗接種紀錄（俗稱「針卡」），同時亦可經「智方便」和「醫健通」流動應用程式及經「2019冠狀病毒病電子疫苗接種及檢測紀錄系統」網站查閱電子疫苗接種紀錄及下載經數碼簽署確認的「電子針卡二維碼」。
因應部分國家拒絕接受未標明接種者出生日期的「針卡」，香港政府於2021年9月推出新版本疫苗接種紀錄，以便需要出國的人士使用。至於在9月以前完成接種的人士，亦可前往任何一間接種中心（設於私家醫院的除外），更換新版本的「針卡」。已接種疫苗的人士同時亦可經「智方便」和「醫健通」流動應用程式查閱, 下載及列印新版本的疫苗接種紀錄。

## 嚴重不良反應
香港特区政府設立「新冠疫苗臨床事件委員會」，收集疫苗異常事件報告作評估，另為接種疫苗出現嚴重異常事件設立保障基金，如因接種引致死亡，40歲以下死者的家屬可獲250萬港元賠償，至於出現面癱、嚴重過敏等情況，40歲以下的獲接種者最高可獲300萬港元賠償。
2021年3月12日，香港衞生署公布香港2019冠狀病毒病疫苗疫苗接种计划，第一期异常事件总结报告。截至2021年3月7日，衛生署接獲了71宗接種2019冠狀病毒病疫苗後的異常事件報告，當中包括47宗住院事件及2宗死亡事件。在71宗異常事件當中，69宗接種了科興生物克爾來福（CoronaVac）疫苗，佔克爾來福疫苗接種總劑量的0.075%；2宗接種了BioNTech復必泰（BNT162b2）疫苗，佔復必泰疫苗接種總劑量的0.166%。至少2宗異常事件被評估為與接種克爾來福疫苗有因果關係。
截至3月21日，香港衛生署接獲的不良反應報告中，科興疫苗有591宗，復必泰則有202宗，不良反應中有9宗涉及臉癱，科興佔8宗，其餘1宗是復必泰。
部分嚴重個案當局並沒有主動公佈，及後被傳媒揭發，包括在2021年3月30日經傳媒查證後，有一名80歲女子在3月20日接種科興疫苗後，翌日於家中暴斃的個案，衛生署認為和接種疫苗不相關便沒有呈報委員會及公佈，直至被揭發後才表示會進行調查。另有一名62歲男子在3月27日上午接種第二劑科興疫苗後，同日中午在街上暈倒，被送入威爾斯親王醫院後經診斷是腦中風，情況嚴重，而當局直到傳媒查詢時才披露該嚴重個案。
2021年4月8日傳媒報導另一宗當局沒有公佈的兩度中風個案，一名73歲患有高血壓的男子於2021年3月29日在天水圍天暉路體育館接種第二劑科興疫苗，翌日3月30日中午在天水圍天頌苑商場外因為半身乏力跌倒，由救護車送往天水圍醫院急症室，經初步治理後被轉送屯門醫院，檢查後發現他出現缺血性中風，之後情況一度好轉而被轉到屯門醫院康復大樓觀察，但於4月6日早上他再次中風，須送回屯門醫院治療，家屬稱屯門醫院曾表示已將個案呈報到衛生署，但衛生署卻沒有公佈該個案，質疑當局瞞報，而傳媒向衛生署查詢時，衛生署回應稱在記錄中未有吻合的個案。
2021年4月14日，有兩名32歲女子在接種復必泰疫苗後流產。其中一名孕婦於4月8日在聖保祿醫院社區疫苗接種中心接種疫苗，4月10日證實懷孕，翌日4月9日陰道出血、腹痛並排出胎兒，同日到瑪麗醫院急症室求診，死亡的胎兒約有23至24周。另一名孕婦在3月23日在彩虹道羽毛球中心社區疫苗接種中心接種疫苗，3月25日驗孕呈陽性，3月31日陰道出血，到伊利沙伯醫院急症室求診，經檢查後診斷為流產，胎兒的週期則不明。衛生署否認流產個案與接種疫苗有關，但會將個案轉交評估專家委員會評估。
2021年4月5日至4月18日，衞生署接獲20宗接種疫苗後懷疑患上貝爾氏麻痹症的「面癱」個案，這些接種者的年齡為31至71歲，其中12宗接種科興疫苗、8宗接種復必泰疫苗。疫苗專家委員會認為當中3宗並非患貝爾氏面癱，需獲取更多臨床資料後再評估及作出總結。
臨床事件評估委員會召集人孔繁毅表示，截至4月18日接獲29宗注射疫苗後面癱的個案，當中22宗涉及科興疫苗，其餘涉及復必泰疫苗。接種科興疫苗後出現面癱的人士較多是男性，以左面面癱的情況較常見，通常在接種後48小時以內發生，孔繁毅表示會觀察情況多幾個月，如接種科興疫苗後的面癱個案明顯比以往幾年同期的面癱個案增加，會建議藥廠在疫苗指引上加入面癱屬副作用。
香港分別在2021年2月26日及3月10日開始科興疫苗及復必泰疫苗的接種，截至2021年5月2日，衛生署公佈的科興疫苗涉及死亡個案有22宗，科興疫苗另有1宗衛生署沒有主動公佈，經傳媒查詢後才發放資訊的暴斃個案；復必泰疫苗則有6宗死亡個案。

### 被呈報委員會調查的部分死亡案例
新冠疫苗臨床事件評估專家委員會通過改變發布死亡個案的準則，降低通報的透明度，由2021年6月起，個別死亡個案只會在與疫苗接種有潛在關聯的情況下，才作出公布，因此下列案例只涵蓋至2021年5月：

#### 克爾來福
| 個案 | 性別 | 年齡 | 接種日期            | 死亡日期      | 接種後的反應及症狀 | 初步認為的死因                                   | 當局披露的病史                                                          | 當局公佈的調查結果       |
| ---- | ---- | ---- | ------------------- | ------------- | --- | ------------------------------------------------ | ----------------------------------------------------------------------- | ------------------------ |
| 1    | 男   | 63歲 | 2021年3月3日第一劑  | 2021年3月5日  | 2021年2月28日凌晨1時許，因急性呼吸困難、咳嗽，自行到伊利沙伯醫院急症室求醫，曾表示兩日前曾接種疫苗，急症室醫生初步診斷病人患上支氣管炎，凌晨3時被安排入住內科病房治療，不久病情迅速惡化，至清晨6時搶救無效死亡                                              | 疑因冠心病導致急性心肌梗塞及肺水腫，呼吸衰竭死亡 | - 重度吸菸者 - 糖尿病 - 高血壓 - 高脂血 - 肥胖症 - 懷疑有心肌疾病       | 認為不相關               |
| 2    | 女   | 55歲 | 2021年3月2日第一劑  | 2021年3月5日  | 2021年3月5日，因急性中風被送入明愛醫院，其後轉送廣華醫院，其後死亡 | 疑因主動脈剝離，心臟停止死亡                     | - 高血壓 - 高血脂 - 蛋白尿                                              | 認為不相關               |
| 3    | 男   | 71歲 | 2021年3月3日第一劑  | 2021年3月7日  | 2021年3月7日，因昏厥被送入基督教聯合醫院急症室，曾進行心肺復甦術，惟搶救無效死亡 | 死因未明                                         | - 沒有資料                                                              | 認為不相關               |
| 4    | 女   | 70歲 | 2021年3月2日第一劑  | 2021年3月11日 | 2021年3月11日，上午出現氣喘，至中午在家中昏倒，被送往廣華醫院搶救，同日下午死亡 | 死因未明                                         | - 高血壓 - 退化性膝關節炎                                               | 認為不相關               |
| 5    | 男   | 80歲 | 2021年3月1日第一劑  | 2021年3月13日 | 2021年3月6日，因感到胸痛到明愛醫院急症室求醫，診斷為急性冠狀動脈綜合症，被轉送瑪嘉烈醫院深切治療部，至13日下午死亡 | 疑因缺血性腸病死亡                               | - 糖尿病 - 頸動脈粥樣硬化 - 高血壓 - 曾經中風                           | 認為不相關               |
| 6    | 男   | 67歲 | 2021年3月2日第一劑  | 2021年3月13日 | 2021年3月11日，因暈倒被送入廣華醫院，診斷為急性冠狀動脈綜合症，須要入住深切治療部，至13日下午死亡 | 疑因急性冠狀動脈症候群死亡                       | - 糖尿病 - 高血壓 - 高血脂                                              | 認為不相關               |
| 7    | 男   | 63歲 | 2021年3月9日第一劑  | 2021年3月14日 | 2021年3月10日，因身體虛弱在北區醫院急症室求診，最初被診斷為中風，其後出現心律不整，被送入深切治療部救治，至14日凌晨死亡 | 疑因心臟衰竭死亡                                 | - 心房顫動 - 慢性心臟衰竭 - 酒精性脂肪肝                                | 認為不相關               |
| 8    | 女   | 80歲 | 2021年3月2日第一劑  | 2021年3月19日 | 3月11日在家中昏迷，送到瑪麗醫院後死亡 | 心臟衰竭                                         | - 糖尿病 - 高血壓                                                       | 評估中                   |
| 9    | 女   | 80歲 | 2021年3月20日第一劑 | 2021年3月21日 | 衛生署沒有將該個案主動公佈及呈報疫苗顧問委員會，直到3月30日，傳媒查詢後才確然該死亡個案及表示會跟進個案與接種疫苗的關係。該名女子於3月21日被發現暴斃於馬鞍山的住所，救護員接報到場後證實死亡。                                                              | 未有提供                                         | - 未有提供                                                              | 評估中                   |
| 10   | 男   | 60歲 | 2021年3月11日第一劑 | 2021年3月24日 | 3月23日胸部不適，3月24日早上昏迷，送到仁濟醫院後證實死亡 | 死因未明                                         | - 高血脂 - 高血壓 - 頸動脈疾病                                          | 評估中                   |
| 11   | 男   | 62歲 | 2021年3月7日第一劑  | 2021年3月27日 | 3月27日早上工作期間被發現失去知覺，送到基督教聯合醫院搶救無效死亡 | 心臟驟停                                         | - 高血壓 - 高血脂症 - 空腹血糖異常 - 肥胖                               | 評估中                   |
| 12   | 男   | 61歲 | 2021年3月16日第一劑 | 2021年3月28日 | 3月27日因胸痛及左肩痛，到雅麗氏何妙齡那打素醫院急症室求醫，其後被送入深切治療部救治，期間突然出現心室性心跳過速及心臟驟停，至28日下午死亡 | 懷疑急性心肌梗塞                                 | - 吸煙人士                                                              | 評估中                   |
| 13   | 女   | 68歲 | 2021年3月3日第一劑  | 2021年3月29日 | 死者身故10天後，至4月7日才公佈的延誤通報個案 | 疑因急性心肌梗塞                                 | - 高血壓 - 血脂紊亂 - 甲狀腺功能減退                                    | 認為不相關               |
| 14   | 男   | 62歲 | 2021年3月8日第一劑  | 2021年4月2日  | 4月1日在普通科門診被診斷患有高血壓，翌日早上在街上被發現呼吸困難，救護員到場時發現他心臟驟停，送入博愛醫院急症室搶救無效死亡 | 心臟驟停                                         | - 高血壓                                                                | 評估中                   |
| 15   | 男   | 58歲 | 2021年3月16日第一劑 | 2021年4月8日  | 死者是渠務署承建商員工，在4月8日晚上於工作地點突然呼吸困難，其後昏倒，救護員到達時發現他心臟驟停，送往明愛醫院急症室後於當晚死亡 | 心臟驟停                                         | - 吸煙人士                                                              | 認為不相關               |
| 16   | 男   | 54歲 | 2021年4月2日第一劑  | 2021年4月18日 | 衛生署沒有主動公佈該個案，媒體在4月19日下午向醫管局及衛生署查詢才得到資訊。該名男子於4月2日在沙田源禾路體育館社區接種中心接種第一劑科興疫苗，死亡前數天開始出現頭暈，4月18日凌晨被發現在床上不省人事，送往北區醫院急症室後脈搏已經停止，搶救無效死亡        | 未有資料                                         | - 吸煙人士                                                              | 認為不相關               |
| 17   | 男   | 92歲 | 2021年3月8日第一劑  | 2021年4月5日  | 4月21日才發布的延後公佈個案。 | 左血胸及主動脈動脈瘤破裂                         | - 高血壓 - 缺血性心臟病 - 心房顫動 - 缺血性中風 - 高血脂症 - 腎功能損害 | 認為不相關               |
| 18   | 男   | 72歲 | 2021年3月24日第一劑 | 2021年4月16日 | 4月21日才發布的延後公佈個案。死者在醫院洗腎期間突然心臟停頓而死亡 | 心臟停頓                                         | - 腎衰竭                                                                | 認為不相關               |
| 19   | 女   | 58歲 | 2021年4月13日第二劑 | 2021年4月23日 | 2021年4月23日在家中不昏迷，送往基督教聯合醫院接受治療，其後死亡 | 蛛網膜下腔出血、心跳停止                         | - 高血壓 - 肥胖                                                         | 評估中                   |
| 20   | 男   | 75歲 | 2021年4月9日第二劑  | 2021年4月24日 | 2021年4月24日上午被發現在家中昏迷，送往將軍澳醫院急症室，搶救無效死亡 | 心臟停頓                                         | - 糖尿病 - 高血壓                                                       | 評估中                   |
| 21   | 男   | 63歲 | 2021年4月16日第二劑 | 2021年4月26日 | 該名男子分別於3月19日及4月16日接種第一劑及第二劑疫苗，第二劑在九龍醫院接種。他在4月26日早上約6時被發現在家中昏迷，由救護車送到廣華醫院急症室，經搶救後於當日早上約7時證實死亡。醫管局表示死者是九龍中醫院聯網的員工，其後消息指他是九龍中醫院聯網的醫院醫生 | 死因未明                                         | - 高血脂                                                                | 評估中                   |
| 22   | 男   | 76歲 | 2021年3月31日第二劑 | 2021年4月26日 | 該名男子分別於3月3日及31日接種科興疫苗。於4月5日早上到將軍澳醫院急症室求醫，其後獲安排入住內科病房，經診斷為中風，治療至4月26日晚上死亡 | 未有提供                                         | - 未有資料                                                              | 評估中                   |
| 23   | 男   | 57歲 | 2021年4月26日第一劑 | 2021年5月2日  | 5月2日凌晨被發現在街上不省人事，被送往博愛醫院急症室後死亡 | 死因未明                                         | - 高血壓 - 慢性阻塞性肺病 - 肥胖                                        | 評估中                   |
| 24   | 男   | 50歲 | 2021年5月3日第二劑  | 2021年5月16日 | 離世前13日在社區疫苗接種中心接種第二劑科興疫苗，16日被送往北大嶼山醫院急症室，轉往瑪嘉烈醫院後離世 | 初步診斷為腦幹出血                               | - 未有資料                                                              | 專家委員會因果關係評估中 |

#### 復必泰
| 個案 | 性別 | 年齡 | 接種日期            | 死亡日期      | 接種後的反應及症狀 | 初步認為的死因 | 當局披露的病史                 | 當局公佈的調查結果 |
| ---- | ---- | ---- | ------------------- | ------------- | --- | -------------- | ------------------------------ | ------------------ |
| 1    | 男   | 66歲 | 2021年3月16日第一劑 | 2021年3月19日 | 3月19日被發現在車內暈倒，送往雅麗氏何妙齡那打素醫院搶救無效證實死亡                                                                      | 死因未明       | - 糖尿病 - 高血压 - 高血脂     | 評估中             |
| 2    | 男   | 59歲 | 2021年3月18日第一劑 | 2021年3月25日 | 3月25日在西貢遠足，期間被發現失去知覺，但仍有呼吸，由直升機送往東區尤德夫人那打素醫院，搶救無效死亡                                      | 死因未明       | - 沒有資料                     | 評估中             |
| 3    | 男   | 43歲 | 2021年4月18日第一劑 | 2021年4月22日 | 4月18日在荃景圍體育館社區疫苗接種中心接種首劑疫苗，4月22日在家中心臟驟停，送抵仁濟醫院急症室時已無生命跡象，搶救無效，在同日晚上死亡     | 心臟驟停       | - 高血脂症 - 肥胖              | 評估中             |
| 4    | 女   | 66歲 | 2021年4月12日第二劑 | 2021年4月22日 | 4月12日在西灣河體育館社區疫苗接種中心接種第二劑疫苗，4月22日早上被發現在床上沒有知覺，救護員接報到場後證實已經死亡，遺體被移送到公眾殮房 | 死因未明       | - 沒有資料                     | 評估中             |
| 5    | 女   | 74歲 | 2021年4月7日第二劑  | 2021年4月25日 | 4月19日因為咳嗽及呼吸困難入住東區醫院，至4月25日死亡，醫管局提供的更新資料指該病人被診斷患有肺炎                                         | 未有提供       | - 肺纖維化 - 骨質疏鬆症 - 胃炎 | 評估中             |
| 6    | 女   | 58歲 | 2021年4月12日第二劑 | 2021年4月30日 | 4月19日因發燒及咳嗽，到大埔那打素醫院求醫，初步診斷為肺部感染。4月29日進行支氣管鏡檢查，晚上突然心臟驟停，延至4月30日早上死亡            | 心臟驟停       | - 曾患有骨髓纖維化及鼻咽癌     | 評估中             |

## 爭議事件

### 社區疫苗接種中心的外判程序及準則不透明
在目前的29所社區疫苗接種中心當中，有22所並非由政府或醫院管理局自行營運。2021年2月18日，立場新聞發表一則調查報導，指衛生署在篩選營運機構時並沒有公開招標，僅向部分較具規模的私營醫療集團私下發出邀請，承投接種中心運作。政府無論在向私營醫療集團發出的邀請文件中，或在公開資料當中，均沒有交代篩選營運機構的標準為何。報導更指出，營運伊利沙伯體育館社區疫苗接種中心的機構「香港創新醫療學會」，其協辦者「醫護誠信同行」主席林哲玄曾高調發表親政府、反對醫護罷工的言論，質疑安排「香港創新醫療學會」營運接種中心是否屬政治酬庸的舉措。呼吸系統科醫生梁子超則認為，營運接種中心須龐大人力資源配合，並非任何私營醫療集團均有意承辦。

### 林鄭月娥疑似並非接種科興疫苗
行政長官林鄭月娥優先接種科興疫苗的時候，一直被網民發現林鄭接種的科興疫苗是用復必泰專用針筒(藥劑瓶為科興疫苗)，懷疑林鄭月娥不是接種科興疫苗，最後政府澄清林鄭接種復必泰疫苗是謠言的。

### 科興克爾來福疫苗的效能及安全性

#### 科興疫苗的審批涉嫌搬龍門
香港特區政府在2021年2月突然更改標準，宣布豁免科興生物在學術期刊刊登克爾來福（科興疫苗）的臨床試驗數據，即放棄原先訂立疫苗須要經業界進行同行評審的疫苗審批要求，被外界批評是特別為中國疫苗降低審批資格，使其可以趕及在BioNTech疫苗前到達香港，卻使科興疫苗的效能與安全性，以至疫苗顧問專家委員會的公信力受到質疑。

#### 不按照廠商要求開放長者接種
除此之外，為60歲或以上長者接種科興克爾來福疫苗的決定曾在香港造成爭議。香港疫苗可預防疾病科學委員會主席劉宇隆表示，委員會經審視第一至二期臨床試驗數據後，認為疫苗用於60歲或以上長者屬安全，且效益高於風險，因此委員會同意在香港為60歲或以上長者接種克爾來福疫苗。政府亦按委員會建議，在2021年2月26日起，為60歲或以上長者在內的首階段優先接種組別接種克爾來福疫苗。然而，生產克爾來福疫苗的科興生物指因臨床試驗數據不足，未有建議長者接種。

#### 科興疫苗發生死亡個案
自2021年3月初出現11人宗接種科興克爾來福疫苗死亡事件後，香港市民對克爾來福疫苗逐漸失去信心。在3月8日至3月11日的三天期間，每天有約28至36%已預約注射克爾來福疫苗的市民最終沒有赴約。同時，在網上預約系統可見，8所提供克爾來福疫苗的社區疫苗接種中心各時段仍有大量時段可供預約；而7所提供復必泰疫苗的社區疫苗接種中心則幾近爆滿。民主黨深水埗區議員袁海文認為，政府在第三期臨床試驗數據未明前，應暫停為60歲以上人士接種克爾來福疫苗；惟政府目前未有暫停接種疫苗的計劃。香港大學醫學院院長梁卓偉推測，克爾來福疫苗屬滅活疫苗，滅活疫苗所含用以提升免疫反應的佐劑或可誘發血管炎症，產生急性血栓；但目前要對克爾來福疫苗與死亡個案是否有關下定論，則言之尚早。香港大學感染及傳染病中心總監何栢良認為，克爾來福疫苗對部分群體的臨床試驗數據不足，衛生署應推出指引，列明在何種情況下不應接種疫苗。
有接種科興疫苗後死亡的死者家屬向傳媒申訴，指衞生署尚未驗屍便宣佈父親死於心肌梗塞，做法對死者不公道，並表示醫院沒有解釋死因是否與疫苗有關，主診醫生也未取得完整化驗報告便推斷其父親死於心肌梗塞。家屬認為政府有誘因隱瞞接種疫苗的潛在風險，避免市民對疫苗有負面的看法。
2021年4月18日，香港出現首宗完成接種兩劑疫苗後的確診個案。一名67歲男子，先後在3月10日及4月7日，在屯門友愛體育館社區疫苗接種中心接種科興疫苗，但在4月14日進行樣本採集後被驗出確診。

#### 對照中國大陸接種科興卻無人死亡
香港的疫苗接種計劃至2021年4月27日注射約130萬劑疫苗，發布的接種疫苗後死亡個案有25宗，當中多達21名死者生前曾接種科興疫苗，而同期中國當局宣稱科興及國藥兩種滅活疫苗在中國大陸已接種超過2億劑，卻沒有任何接種科興疫苗後發生死亡的通報。相對於中國大陸接種2億劑包括科興在內的中國疫苗並沒有任何人死亡，而其他國家則接連發生不同事故，使中國大陸的疫苗接種計劃成為全球最安全的，香港接種科興疫苗後偏高的死亡人數引起安全性的疑慮及關注。

### 接種進度被指緩慢
由疫苗接種計劃展開至2021年3月中旬期間，香港每天的疫苗接種量一直維持於數千至一萬多劑的水平。截至2021年3月12日，香港只有約16萬人已接種首劑疫苗，僅佔16歲或以上香港居民人口的2.5%。香港大學醫學院院長梁卓偉於2021年3月13日的電台節目上質疑，如以目前每天一萬多劑的進度推展疫苗接種計劃，或需接種至2023年才可達到全民接種的目標。行政長官林鄭月娥同日表示，香港的疫苗供應充足，政府將考慮再擴展優先接種組別；林鄭月娥認為，香港市民是因最近發生的數宗接種後嚴重不良反應事件而反應猶豫，才造成接種進度緩慢的局面。而公務員事務局局長聶德權多次強調復必泰疫苗供應期有限，稱市民想接種要趁早，並珍惜機會。
2021年4月，病人醫護權益協進會委托香港民意研究所做網上問卷調查，有近8成受訪者擔心身體狀況不適合接種疫苗。調查結果顯示有34%受訪者說不會接種疫苗，35%未決定是否接種，29%表示會接種。

### 私家診所因貼出疫苗比較表被政府終止協議
有位於土瓜灣的醫務所因貼上中國科興疫苗及復必泰疫苗的比較列表後，而被《文匯報》狙擊。記者以市民身份到該處詢問有關科興疫苗的接種的資訊，醫生「勸退」勿打科興，建議記者轉打其他疫苗。報導形容為「黑醫護抹黑科興阻嚇市民接種」。衞生署收到傳媒查詢後，隨即聯絡及上門調查，並提醒涉事醫生必須嚴格按照衞生署的指引，到3月22日終止與診所的協議，即時回收尚未使用的科興疫苗。但署方沒有回應醫生違反了哪一項條款協議。

### 天美工程公司不建議職工接種疫苗及每次接種後放五天無薪假
天美控股旗下「天美工程有限公司」（TEMMEX ENGINEERING LIMITED）要求其職工簽署聲明書，內容稱公司不建議職工接種疫苗，如職工接種疫苗後須自行放五日無薪假，以保障他人安全，又表明在工作期間如因接種疫苗不適及引起工傷，公司不會作出補償，即使不告知公司接種疫苗，亦同樣不會補償接種疫苗導致的工傷，要求職工確認已明白及同意該聲明書的內容並簽署。天美工程的做法引起爭議，傳媒在2021年3月29日就有關聲明書向該公司查詢，天美工程回應稱因為他們的職工須在地盤工作，建造業屬高危行業，所以要求染疫後放五日無薪假是為職工著想，而且公司購買的勞工保險不保疫苗引起的工傷。職工盟建築地盤職工總會總幹事王宇來指出與工作有關的受傷就是工傷，而且很難判斷工傷與接種疫苗的關係，公司以職工擅自接種疫苗為藉口要求停工停薪並不合理，王批評天美工程只是推卸工傷及補償的責任。國際專業保險諮詢協會會長羅少雄表示，僱員在工作期間受傷，不論曾否打疫苗，都在勞工保險保障的範圍，羅又稱工人在休息期間面癱，因為與工作無關才不受保，但在工作期間跌倒屬於勞保範圍。呼吸系統專科醫生梁子超表示，接種疫苗後有機會出現副作用，但一般都較輕微，要求工人接種後五日不能上班，缺乏科學根據，不建議職工接種疫苗的做法亦不恰當。

### 多名官員和議員在「不准拍照」的警告標語前自拍

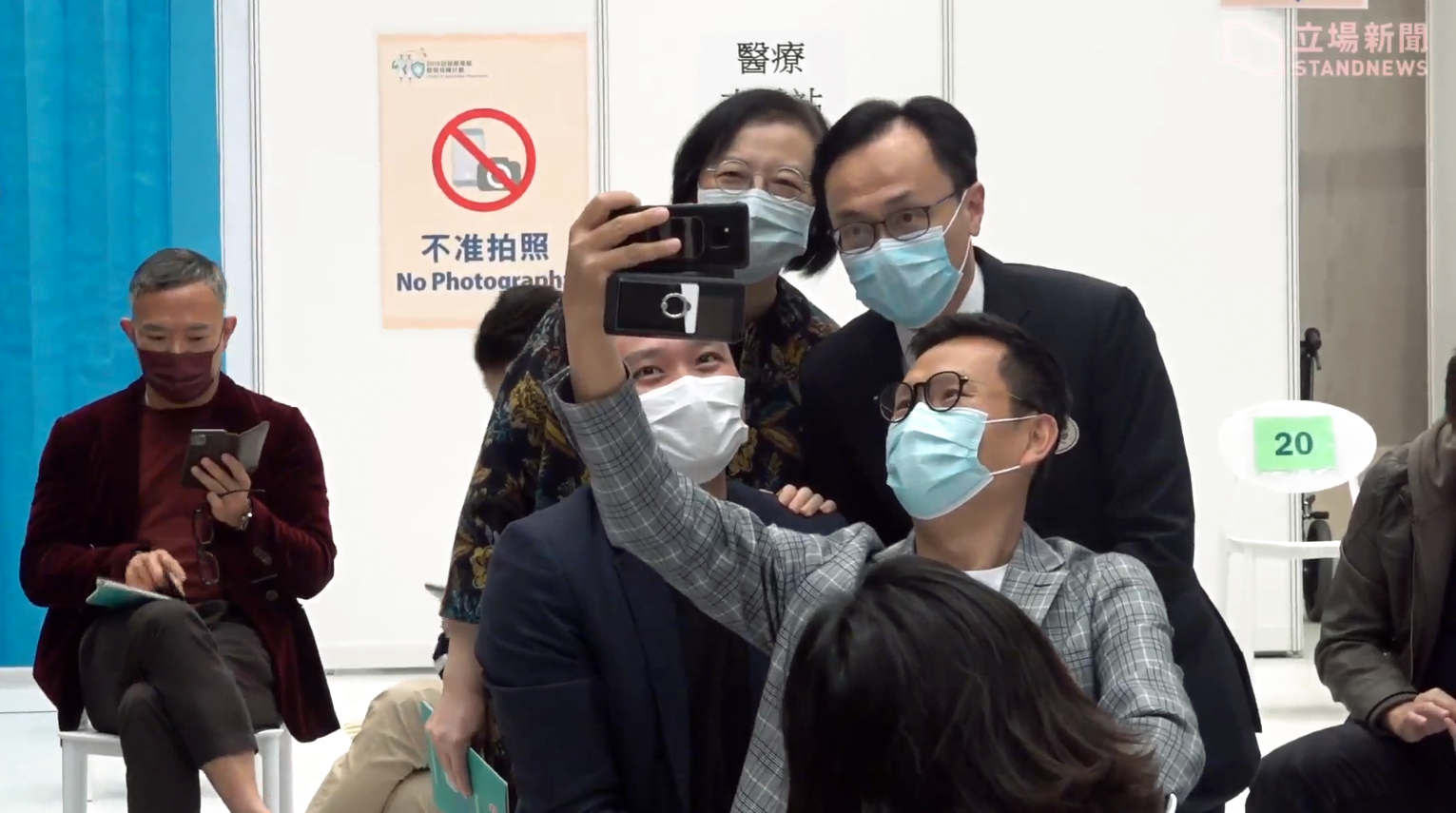
2021年3月22日，建制派立法會議員陳恒鑌及鄭泳舜，邀請公務員事務局局長聶德權及食物及衞生局局長陳肇始加入直播，而身後的圍板卻貼有「不准拍照」的告示

2021年3月22日，林鄭月娥連與多名司局長和建制派立法會議員在金鐘政府總部接種第二劑科興疫苗，雖然現場貼有「不准拍照」的告示海報，可是多名官員和議員卻沒有理會告示，在接種疫苗後聚集並「自拍」，連貼在圍板上的「不准拍照」亦入鏡，該違規行為引起網民議論。當時雖有記者獲邀到場採訪，惟工聯會郭偉強和民建聯鄭泳舜卻只顧著自拍和做直播，更阻擋記者鏡頭，妨礙記者拍攝，遭到攝影記者斥責。公務員事務局局長聶德權事後表示事件是「一場誤會」，認為官員和議員拍照是為了宣傳推廣，立法會議員則宣稱現場拍片、做直播和記者會等都是為市民服務。對於公務員事務局局長聶德權在事發後宣稱當日容許部分人士在現場自拍是為了推廣接種疫苗，又稱事前已告知傳媒來拍攝，也讓任何人可以拍攝，眾新聞在社評指出政府官員如果當時是要為推廣接種疫苗而拍照，由在場的傳媒拍攝已可辦到，若然只因官員及議員打針便作特別安排及容許自拍，這是「只許州官放火，不許百姓點燈」的做法。在元朗體育館有人接種復必泰疫苗後當場抽搐時，卻被職員以現場不能拍照為由而阻止，更要求立即關機。

### 患血癌男子被錯誤接種科興疫苗
一名患有血癌的外籍男子原本預約在2021年3月18日到觀塘曉光街體育館接種首劑復必泰疫苗，當日卻錯誤前往接種科興疫苗的九龍灣體育館接種中心，雖然他有出示自己的身份證供接種中心職員核對身份，但現場職員未有提示他去錯接種中心並讓他接種疫苗，該名男子直至收到政府發出的手機短訊指他缺席原有預約，他才發現自己被錯誤接種科興疫苗。被打錯科興疫苗的男子表示自己因為患有血癌，所以選擇接種保護率高的復必泰疫苗來保障自己，而他的主診醫生得悉他打錯針後感到震驚，並表示他應重新接種復必泰疫苗，不過該名男子表示他希望到家鄉蘇格蘭旅行，因此可能仍會接受第二針科興疫苗。特區政府發言人承認發生「打錯針」事件，並就事件道歉，但又聲稱事主當時同意打針，發言人稱會提示各接種中心小心核對預約人士及預約疫苗種類的資料，避免同類事件再次發生。負責營運九龍灣體育館接種中心的外判承辦商「中卓醫務」拒絕評論「打錯針」事件，媒體查閱資料發現中卓醫務是由呼吸系統科專科醫生曾華德主理，而曾華德是藝人曾華倩的兄長。營運伊利沙伯體育館接種中心的醫護誠信同行主席林哲玄在香港電台節目《千禧年代》表示，對於多重關卡的檢查都發現不到問題感到不幸，而打錯針事件是絕不應發生。營運官涌疫苗接種中心的醫務總監郭寶賢在電台表示，相信事件是多重關卡的核對程序都出現錯漏及相當大意之下才會釀成，他形容「打錯針」是「有啲無厘頭」。港大微生物學系講座教授袁國勇認為這次是個別事件，不擔心會有太多同類個案，但認為接種中心要加強培訓及職員須提高警覺性，袁國勇又表示被打錯針的男子，應由醫生檢查血清抗體的情況，如第二針想轉打回復必泰疫苗，可能前後須要接種三劑疫苗。

### 大量市民沒有應約注射第二針科興疫苗
科興疫苗須於接種第一劑後的第28日注射第二劑，但接種科興疫苗第二針的市民「甩底」（沒有赴約）比率持續高企，截至2021年4月8日累計只有11萬6千多人接種第二針疫苗，多達14,900人沒有按時接受第二針科興疫苗注射，佔到期注射第二針科興疫苗人數的11%，然而智利大學在2021年4月發表研究報告，報告顯示智利是接種率名列前茅的國家，接種的疫苗有93%是科興疫苗，至今已有707萬人接種第一劑疫苗，有404萬人已接種兩劑科興疫苗，接種完第二劑疫苗的前兩週保護力為27.7%，接種完成的兩週後保護力為56.5%，但施打第一劑和第二劑間的28天保護力僅有3%，所以只注射一劑科興疫苗幾乎毫無保護力，受到感染的機率與沒有注射疫苗人士幾乎相同，而當地在高接種率下卻出現疫情反彈。呼吸系統專科醫生梁子超表示，因為科興疫苗不像BioNTech疫苗能夠同時刺激T細胞，產生的抗體水平較低，所以同樣注射單針，科興疫苗的有效率不及BioNTech疫苗，不過即使注射第一劑BioNTech疫苗的有效率可達八成，但也只能維持兩三個月，呼籲市民要按時注射第二劑疫苗。

### 私家診所違規為非香港居民接種疫苗
疫苗接種計劃只適用於香港居民及駐港領事，並須要持有香港身份證、領事團身份證、持有申請香港身份證收據、豁免登記證明書，但其後有私家診所違反規定為不資格的人士接種，並可向政府索取為香港居民接種疫苗的補助，開支則由公帑支付。由於BioNTech疫苗須要解凍及稀釋，較適合大型接種中心使用，所以該等診所的違規個案都涉及科興疫苗。2021年3月，香港大學深圳醫院呼吸系統科前主管許建名，許建名醫生設於中環中建大廈16樓的診所，被發現向訪客稱可以免費接種科興疫苗，又稱只需使用雙程證或護照登記，其中一宗個案涉及一對使用探親簽證訪港的深圳夫婦，該診所為這兩名不符合資格的人士免費接種政府提供的疫苗，當事件被報導後，許建名表示會暫停非香港居民的預約，但以安全為理由，會為已接種第一劑疫苗的非香港居民提供第二劑疫苗。食物及衛生局表示，只持有往來港澳通行證，即雙程證的人士，不符合接種疫苗的資格，但沒有說明會否終止與該違規診所簽訂的合作協議，只表示會跟進投訴。2021年4月18日，衛生署表示私家診所違規為非香港居民接種科興疫苗，至今共涉及9名人士
。

### 護士使用刺傷自己的針筒為市民注射疫苗
2021年4月15日，外判承辦商為香港創新醫療學會的伊利沙伯體育館社區疫苗接種中心發生一宗使用受污染針筒為市民注射的事件，一名護士在處理針筒時被針頭刺傷，但該名護士沒有將針筒棄置，而是繼續使用該針筒為一名44歲的外籍女子接種復必泰疫苗，另一名護士目擊事態後告知在場的一名醫生，醫生隨即為該名女子作初步檢查，並安排護士陪同前往律敦治醫院急症室進一步檢查，該名女子於同日出院，或須要進行乙型肝炎、愛滋病等跟進檢查，不過衛生署並沒有主動公佈該事故，需要由媒體查詢才得知事件。以「香港創新醫療學會」名義營運該接種中心的「醫護誠信同行」主席林哲玄接受傳媒查詢時證實發生使用受污染針筒為市民注射的事件，林哲玄稱被針筒刺傷及通報事件的兩名護士已被調離崗位，不再負責接種疫苗的工作，林哲玄又稱將會檢查刺傷自己的護士有沒有傳染病，如果護士健康，相信不會對被刺傷的市民產生太大風險。衞生署回覆傳媒查詢時稱有既定機制處理，將要求營運該接種中心的醫療隊伍於7日內提交報告。家庭醫生林永和稱如果針筒受污染便不應使用，對於此事件，林永和認為被針筒刺傷的沾血量少，如果被刺傷的護士本身健康，使用同一針筒接種的市民患上乙肝、愛滋病的機會很低，但仍需要在一個月後驗血確保沒有受到感染。

### 有僱主強逼外傭接種疫苗
2021年5月，亞洲移居人士聯盟發言人表示，組織接獲至少兩宗個案，指有僱主強逼外籍家庭傭工注射疫苗。僱主更要求外傭簽署協議，聲明注射疫苗後出現任何問題，僱主不會承擔包括醫藥費在內的任何責任，組織亦收到過百宗外傭查詢，擔心若不接種疫苗會被解僱。

### 政府「強烈鼓勵」僱員接種疫苗
2021年5月12日，公務員事務局向香港立法會提交文件，表示各個部門會「強烈鼓勵」前線公務員接種疫苗，未接種疫苗的前線人員，必須每兩星期進行一次病毒檢測，相關安排自5月31日起實施。
7月30日，公務員事務局發出通知，宣布由8月2日起，將上述安排擴展所有政府僱員，若政府僱員又不接種疫苗又不接受檢測又無合理解釋，可能面對紀律行動
8月2日，政府宣布所有公務員及政府僱員、醫院管理局員工、安老及殘疾人士院舍員工、中小學幼稚園教職員，均必須接種新冠疫苗，否則要自費定期接受新冠病毒檢測。

### 多間大專院校「強烈鼓勵」師生接種疫苗
多間大學由2021年5月起陸續要求或鼓勵師生接種新冠疫苗，否則要定期做病毒檢測。
- 香港科技大學：要求學生、職員和在校承辦商，在新學年前接種新冠疫苗，如果有健康理由不能打針，就要定期做病毒檢測，並向校方提交結果。科大校長史維等向師生發信，指科大人不單只要考慮自身福祉，同時要考慮整體社會的健康，又指接種率低的地區容易出現疫情反彈，更會在國際交流合作活動中受孤立，表示日後回望時，可以因為科大負責地自願加強措施，而感到驕傲。有科大學生認為校方做法不合理，認為疫苗非百分百安全，說要等疫苗更完善後才考慮打針；亦有學生擔心疫苗安全，形容校方決定草率。亦有學生不滿校方強制性做法，但因經常要回學校，會考慮打疫苗。
- 香港理工大學：要求師生在新學年前接種新冠疫苗，否則要每星期做病毒檢測。理大向師生員工發信，強烈呼籲盡快接種疫苗，令大學教學與科研活動在新學年回復正常，如果因為健康理由未能接種疫苗，就可以透過大學醫療保健處安排免費檢測。
- 香港中文大學：要求宿生接種疫苗，如果未能接種，就要每隔兩星期接受檢測，並且不能使用宿舍部分設施。此外，已按要求接種疫苗者，若符合其他要求，其住宿申請將獲優先受理，並盡可能會獲配座向、設備較佳的宿舍。此外，中大保健處於同年7月中，在大學體育中心內開設疫苗外展接種點，供教職員及其直系家屬，以及學生預約接種。另外於9月7日發出通告，由10月18日起，要求全體教職員及學生須接種疫苗，如有人因醫療原因無法接種疫苗，必須至少每兩周進行一次檢測。如未能如期申報疫苗記錄或提交病毒測試結果，個別部門或單位主管將會聯絡有關人士以作跟進；所有校內宿生則必須於10月18日或以前提交疫苗接種證明予宿舍管理人員。如有人因為醫療原因無法接種疫苗，必須每隔兩星期接受檢測。
- 香港大學：由8月25日起，所有入住港大宿舍舍堂和住宿學院的學生，都需要接種新冠疫苗，或自費每周做檢測。港大表示，當絕大部分或所有宿生已接種疫苗，舍堂活動可重新全面啟動，學生可早日重新開展較全面的舍堂生活。港大指有否接種疫苗，不是分配舍堂宿位的考慮因素，又指作爲防疫措施，大學鼓勵教職員及學生接種疫苗。
- 嶺南大學：強烈建議學生和職員重返校園時完成接種疫苗，或做病毒檢測。
- 香港浸會大學：於8月25日發出通告，由10月1日起，要求全部進入校園的學生、教職員、訪客及在校園內工作的合約承辦商員工，必須完成接種新冠疫苗14日或以上，若因健康或其他原因，不適宜接種疫苗，要出示14日內受政府認可的陰性病毒檢測報告，才可進入校園。2022年5月5日起，必須完成接種至少兩劑新冠疫苗14日或以上，若因健康或其他原因，不適宜接種疫苗，要出示醫生證明，並每3日進行一次檢測，才可進入校園。
- 香港教育大學：於2022年1月6日發出通告，由2022年2月24日起，要求全部進入校園的學生、教職員、訪客及在校園內工作的合約承辦商員工，必須完成接種至少一劑新冠疫苗14日或以上。2022年3月31日起，必須完成接種至少兩劑新冠疫苗，成為全港首間強制接種兩劑新冠疫苗的大學，比政府更早推行（政府目前未有強制第二劑接種計劃）。若因健康或其他原因，不適宜接種疫苗，要出示醫生證明，並每3日進行一次檢測，才可進入校園。

### 馬會提供500萬疫苗人壽保險
香港賽馬會為向全職員工（不論職級）提供500萬元人壽保險或傷殘津貼，以應付疫苗傷害。

### 商戶以抽獎「鼓勵」市民接種疫苗

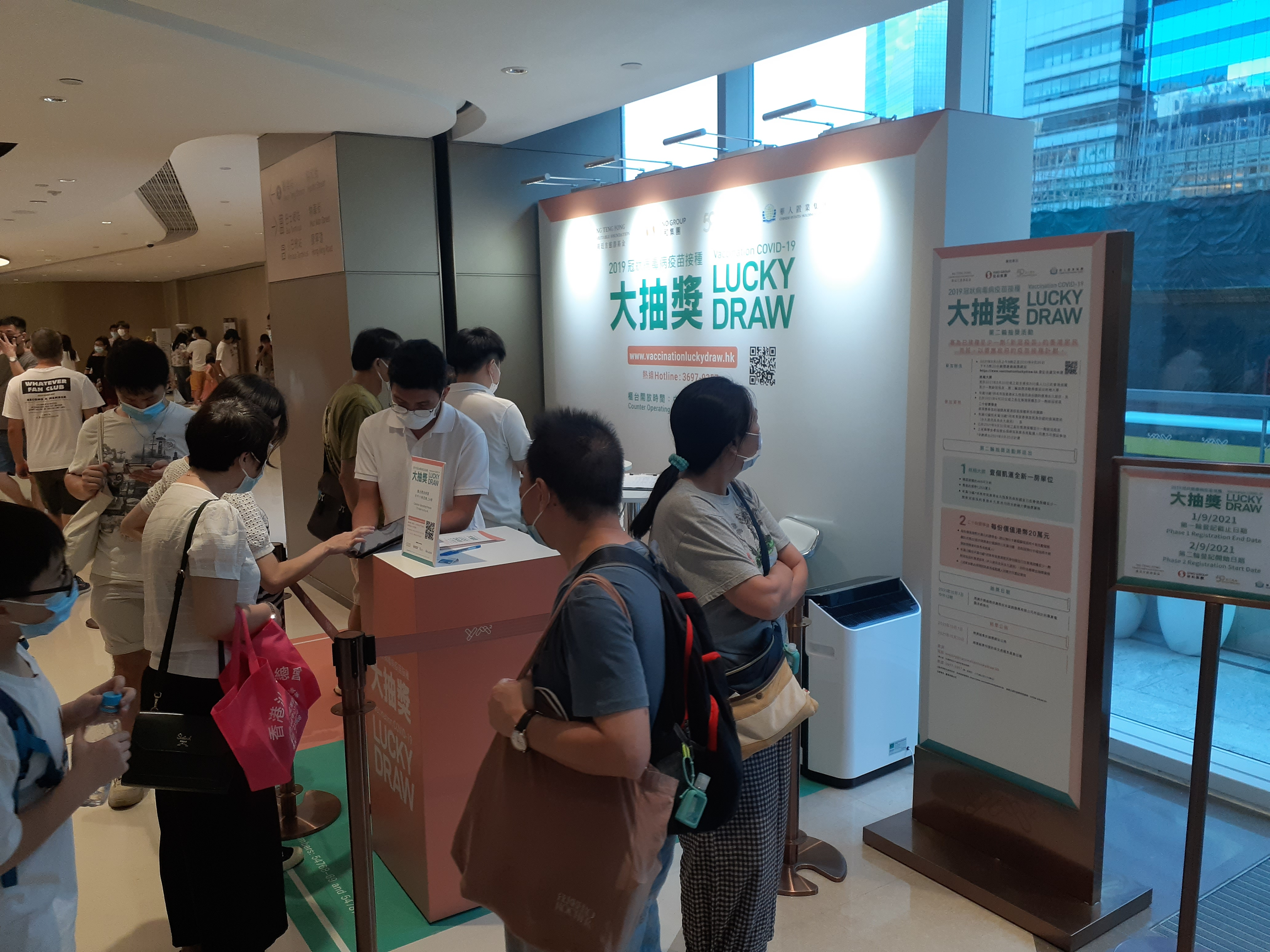
信和集團轄下黃廷方慈善基金及華人置業集團推出抽獎，當中頭獎為旗下凱匯的一個單位

為鼓勵香港市民接種疫苗，香港機場管理局於2021年5月尾宣佈將舉辦抽獎活動，供9月底前已完成接種疫苗的市民及機場員工參與，並將送出合共6萬張機票予得獎者（當中5萬張送予一般市民）。隨後，信和集團轄下黃廷方慈善基金及華人置業集團，亦推出類似抽獎，當中頭獎為旗下凱匯的一個單位，另外其他得獎者亦可獲得信用卡簽賬額。然而，各界對此舉的評價呈兩極化，當中中大生命倫理學中心總監區結成更指出此等抽獎「誘因太大」，容易導致一些身體狀況不宜接種疫苗的人士，為了抽獎而隱瞞病歷；另一方面，當上述抽獎推出後，預約接種疫苗人數隨即上升至25,600人，較上一日增加5,400人（即大約增加27%），而政府亦表示歡迎各商戶的同類舉措，以增加市民接種疫苗的積極性。
2021年6月15日，信和集團轄下黃廷方慈善基金及華人置業集團舉辦的抽獎活動登記網站開通。
| 機構 / 商家                             | 奖品 / 资助内容 | 是否要求香港永久居民                 | 是否有年龄限制                           | 是否有疫苗注射要求                                   | 是否有其他要求                           | 抽奖时间                        | 抽奖页面                                                      |
| --------------------------------------- | --- | ------------------------------------ | ---------------------------------------- | ---------------------------------------------------- | ---------------------------------------- | ------------------------------- | ------------------------------------------------------------- |
| 香港機場管理局                          | 6萬張國泰航空及屬下香港快運航空機票予得獎者 （當中5萬張送予一般市民）                                                                                | 否（但必須持有任何類別的香港身份證） | 否                                       | 是，兩劑 2021年9月30日前                             | 限國泰旗下亞洲萬里通或馬可孛羅會會員     | 10月5日                         | [ 281 ] [ 282 ]                                               |
| 星夢郵輪                                | 免費乘搭集團旗下雲頂夢號郵輪旅程 （共5份） | 否                                   | 是，18岁                                 | 是，两剂(如屬確診者則須接種一劑) 2021年7月30日或之前 | 否                                       | 8月                             | [ 283 ]                                                       |
| 信和集團轄下黃廷方慈善基金 華人置業集團 | 凱匯的一個單位（由於11月30日或以前接種人數未達500萬，故此沒有多送出一個單位，直至2022年1月8日才突破500萬） 信用卡簽賬額 獎學金（18歲以下中獎者適用） | 否                                   | 是，12岁（18歲以下亦可參與，僅限獎學金） | 是，两剂(如屬確診者則須接種一劑) 2021年9月1日或之前  | 頭獎（住宅單位）得獎者必須為香港永久居民 | 9月8日                          | [ 280 ]                                                       |
| 長實集團、長和及李嘉誠基金會            | 長和系公司港幣2000萬元禮券 | 否                                   | 是，18岁                                 | 是，两剂 2021年8月31日前                             | 否                                       | 未知                            | [ 284 ]                                                       |
| 新鴻基地產                              | iPhone 12（包括SmarTone 5G计划） 酒店餐飲現金券 一田超市禮券 Staycation宅度假住宿套票 The Point積分                                                  | 否                                   | 是，18岁                                 | 是，两剂                                             | 否                                       | 7月1日-8月31日 每日一次，共62次 | [ 285 ]                                                       |
| 恒基兆業地產                            | 999足金 商場電子購物禮券 超市零售現金券 | 否                                   | 是，18岁                                 | 是，两剂 2021年8月31日前                             | 否                                       | 7月8日-9月23日 共6次            | [ 286 ]                                                       |
| 英皇集团 香港总商会                     | 20000张电影票 | 否                                   | 是，18岁                                 | 是，两剂 2021年8月31日前                             | 否                                       | 稍后公布                        | 稍后公布                                                      |
| 合景泰富與龍湖集團 启德尚‧珒溋          | 额外1%优惠 | 否                                   | 否                                       | 是，一剂或以上                                       | 否                                       | 不适用                          | 不适用                                                        |
| 領展                                    | 中式酒樓餐飲現金券 小型家庭電器 | 否                                   | 否                                       | 是，两剂 2021年9月底前                               | 否                                       | 10月底                          | 稍后公布 9月初開始接受登記                                    |
| 3香港                                   | iPhone 12 Pro 5G数据 手机折扣优惠 | 否                                   | 否                                       | 是，两剂 2021年8月31日前                             | 限5G服務客戶                             | 稍后公布                        | 稍后公布                                                      |
| 嘉民集团                                | Tesla Model 3 | 否                                   | 否                                       | 是，两剂 2021年8月31日前                             | 否                                       | 稍后公布                        | 稍后公布                                                      |
| 香港總商會                              | 平治C系列房車 港鐵全年車票 國泰航空商務艙機票 文華東方酒店住宿 100條六福珠寶金鏈                                                                     | 否                                   | 是，18歲                                 | 是，兩劑                                             | 否                                       | 7月22日-9月30日（共7次）        | [ 287 ]                                                       |
| 香港中華廠商聯合會                      | 信用卡預付額 往粵港澳大灣區城市單程直通車票 | 否                                   |                                          | 是，兩劑                                             | 否                                       | 8月30日、9月29日                | 不適用 （需下載及使用「有種．有賞」抽獎計劃手機應用程式登記） |
| 金銀業貿易場                            | 999.9足金紀念金牌（共110份） | 是                                   | 是，18歲                                 | 是，兩劑 2021年9月29日前                             | 否                                       | 8月18日-9月30日（共31次）       | [ 288 ]                                                       |
| 香港銀行公會                            | 100,000港元信用卡簽帳額或購物禮券（名額共65個） | 否                                   | 是，18歲                                 | 是，兩劑 2021年8月31日前                             | 否                                       | 9月17日（同月24日公佈）         | [ 289 ]                                                       |
| 國泰航空                                | 免費乘搭旗下A321neo繞飛香港上空 亞洲萬里通100萬或10萬飛行哩數                                                                                        | 否（但必須持有任何類別的香港身份證） | 是，18歲                                 | 是，兩劑 2021年8月31日前                             | 限旗下亞洲萬里通或馬可孛羅會會員         | 9月24日（同月30日公佈）         | [ 290 ]                                                       |

### 當局更改公佈死亡個案準則
政府宣佈由2021年6月起，個別死亡個案只會在與疫苗接種有潛在關聯的情況下，才作出公布，顯示其他與疫苗或不潛在關聯的死亡個案或不作公佈，令市民無從得知實際接種疫苗後死亡個案詳情。陳肇始解釋表示目前資訊量多，認為市民沒有機會了解全面資訊，是「只見樹木不見森林」，使市民感混亂。並強調當局並非不提供資訊，只是如果只公佈與疫苗接種關聯個案會更為清楚，其他死亡個案會在安全監察報告發表，由七月起會在專題網頁定期更新，市民仍可在網上獲悉所有接種疫苗後死亡個案。港大感染及傳染病中心總監何栢良批評做法是「莫名其妙」及缺乏透明度，不符合以科學為本，何稱政府應公佈所有接種疫苗後的死亡個案，同時按年齡層及身體情況將沒有接種疫苗的死亡人數做對比，盡量將資訊透明化及讓公眾理解。
措施公布兩周後，新冠疫苗臨牀事件評估專家委員會共同召集人孔繁毅指，因應疫苗接種擴展到年輕人，計劃微調公布死亡個案做法，將開會商討是否改為每一至兩周簡單匯報所有死亡個案，以提高透明度。

### 許嘉烽醫生涉嫌將科興疫苗當作避孕針
媒體接獲投訴指大埔昌運中心的「子建醫務所」的許嘉烽醫生，涉嫌錯誤將科興克爾來福疫苗當作避孕針，為一名已接種兩劑BioNTech疫苗的32歲女子注射，醫生在錯打科興疫苗後，向該名女子稱可為她補回接種避孕針，惟遭到事主拒絕。該名女子在接種科興疫苗後，出現血壓上升、頭痛及心跳加快等病徵，於是自行前往大埔那打素醫院求醫，傳媒得悉事件後曾經到涉事的「子健醫務所」採訪，職員期間曾用力推開記者及恐嚇稱會報警，到8月5-7日更沒有營業。

### 派發超級市場禮券誘使長者打針有違道德
由於年長人士對注射疫苗不積極，年長年齡層的疫苗覆蓋率偏低，民政事務總署於2021年9月23日至25日，在石籬會堂接種中心為葵青區向年滿60歲的打針長者，每人可獲發200港元的超市禮券，每日名額300個，有入內打針的長者表示不知道該接種中心提供什麼疫苗，但因為有禮券所以打針，有一名90餘歲患有糖尿病及須注射兩針胰島素的男長者在受訪時承認為了取得禮券才打針，坦言在事前沒有諮詢醫生，對於以打針換取超市禮券，他稱因為「人窮，所以需要」，他又稱不知道打什麼疫苗，但自己年紀大，已沒有甚麼好擔心。不過有在8月已打針的長者認為這種做法不公平，也有市民稱不應選擇性派發禮券。

### 推行「疫苗通行證」惹強迫打針之嫌
2022年初，由於2019冠狀病毒病香港疫情日趨嚴重，行政長官會同行政會議於2022年2月8日制定《預防及控制疾病（疫苗通行證）規例》（第599L章），以賦權食物及衛生局局長就若干處所或公共交通工具發出疫苗通行證指示，市民需按時接種指定劑數新冠疫苗並出示或持有符合特定要求的疫苗通行證才可進入相關處所。這使部分對健康有憂慮的市民感到被迫打針。